# Список эпизодов мультсериала «Войны клонов» (2008)

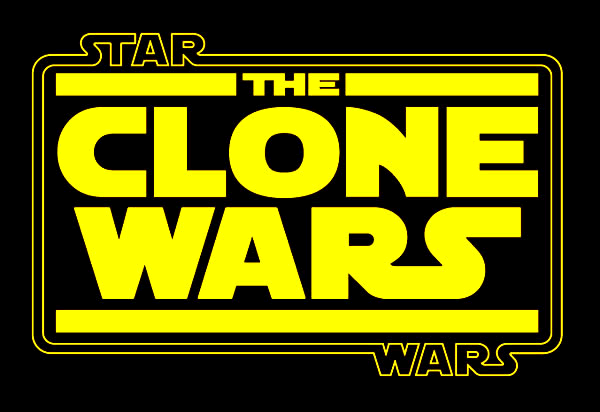
Звёздные войны: Войны клонов. Логотип

Звёздные войны: Войны клонов — трёхмерный анимационный сериал, выпущенный 3 октября 2008 года.
Сюжет сериала дополняет вселенную «Звёздных войн», описывая события, которые начинаются через два месяца после второго эпизода и заканчиваются вскоре после событий третьего.
11 марта 2013 года Lucasfilm объявил, что «Звездные войны: Войны клонов» будут «отменяться», поскольку контракт Lucasfilm с Cartoon Network утратил силу, после его приобретения Disney. Невыпущенные эпизоды, которые уже были закончены, назвали «бонусным содержанием».
Все сезоны и фильм были показаны на Netflix 7 мая 2014 года.

## Обзор сезонов
| Сезон | Сезон | Название                        | Эпизоды | Премьерный показ | Премьерный показ | Сеть              |
| Сезон | Сезон | Название                        | Эпизоды | Премьера сезона  | Окончание сезона | Сеть              |
| ----- | ----- | ------------------------------- | ------- | ---------------- | ---------------- | ----------------- |
|       | Фильм | Войны клонов                    | N/A     | 15 августа 2008  | 15 августа 2008  | Театральный релиз |
|       | 1     | N/A                             | 22      | 3 октября 2008   | 20 марта 2009    | Cartoon Network   |
|       | 2     | Восстание охотников за головами | 22      | 2 октября 2009   | 30 апреля 2010   | Cartoon Network   |
|       | 3     | Раскрытие тайн                  | 22      | 17 сентября 2010 | 1 апреля 2011    | Cartoon Network   |
|       | 4     | Линии фронта                    | 22      | 16 сентября 2011 | 17 марта 2012    | Cartoon Network   |
|       | 5     | N/A                             | 20      | 29 сентября 2012 | 2 марта 2013     | Cartoon Network   |
|       | 6     | Потерянные миссии               | 13      | 7 марта 2014     | 7 марта 2014     | Netflix           |
|       | 7     | Финальный сезон                 | 12      | 21 февраля 2020  | 4 мая 2020       | Disney+           |

## Список эпизодов

### Фильм
Полнометражный анимационный фильм, является прологом, или же пилотной серией, к мультсериалу 2008 года. На передовых позициях межгалактической войны Добра и Зла — снова любимые герои: Энакин Скайуокер (который в последней серии сериала предстаёт перед зрителями уже как Дарт Вейдер), Оби-Ван Кеноби и Падме Амидала, дроид R2-D2, а также присоединившийся к ним падаван Энакина, Асока Тано.
Противостоящие им злодеи — Дарт Сидиус, Граф Дуку и генерал Гривус — вынашивают план захвата Галактики. Начинается последняя схватка, и судьбы Вселенной вверены джедаям. Их подвиги станут самыми яркими эпизодами масштабных битв и подарят множество удивительных открытий.

### Сезон 1 (2008–09)
| № | Название                                       | Режиссёр               | Автор сценария                              | Зрители в США (млн) |
| --- | ---------------------------------------------- | ---------------------- | ------------------------------------------- | ------------------- |
| 1x01 | Ambush / Засада                                | Дэйв Баллок            | Стивен Мельчинг                             | 3.99                |
| Мастер-джедай Йода находится на секретной миссии, цель которой заключить договор с королём системы Тойдария, когда его корабль попадает в засаду графа Дуку. Йода и трое солдат-клонов должны помериться силами против ужасной убийцы Асажж Вентресс и её массивной армии дроидов, чтобы доказать королю, что джедаи достаточно сильны, чтобы защитить короля и его народ от войны (Предыстория этого эпизода — 3 серия 3 сезона). |                                                |                        |                                             |                     |
| Девиз серии: Великие лидеры вдохновляют других на великие свершения. |                                                |                        |                                             |                     |
| 1x02 | Rising Malevolence / Становление «Зловещего»   | Дейв Филони            | Стивен Мельчинг                             | 4.92                |
| В Галактике появляется паника, разрушительное тайное оружие сепаратистов уничтожает флот клонов. Энакин Скайуокер и Асока Тано отправляются в путь, чтобы спасти мастера-джедая Пло Куна и его солдат-клонов. Пло Кун и его команда подвергаются нападению огромного крейсера «Зловещий». Смогут ли джедай и клоны продержаться до прибытия помощи? |                                                |                        |                                             |                     |
| Девиз серии: Веру выбирают, а не навязывают. |                                                |                        |                                             |                     |
| 1x03 | Shadow of Malevolence / Тень «Зловещего»       | Брайан Калин О’Коннелл | Стивен Мельчинг                             | 2.8                 |
| С помощью падавана Асоки Тано и мастера-джедая Пло Куна Энакин нанёс удар по генералу Гривусу и по кораблю «Зловещий». Гривус использует корабль, чтобы терроризировать медицинскую базу, джедаи спешат защитить Республику в космосе. С помощью Асоки Энакин планирует смелую миссию на территории недруга. Жертвы: клоны-пилоты Мэтчстик и Таг |                                                |                        |                                             |                     |
| Девиз серии: Легок путь к мудрости для тех, кто не ослеплен собой. |                                                |                        |                                             |                     |
| 1x04 | Destroy Malevolence / Конец «Зловещего»        | Брайан Калин О’Коннелл | Стивен Мельчинг                             | N/A                 |
| Падме Амидала и C-3PO взяты в заложники генералом Гривусом, Энакин Скайуокер и Оби-Ван Кеноби должны защитить сенатора и уничтожить «Зловещего». Энакин и Оби-Ван надеются уничтожить его, прежде чем он сможет скрыться. Но когда Падме и C-3PO захвачены, джедаи вынуждены строить новый план. Дуэль: Оби-Ван Кеноби против генерала Гривуса |                                                |                        |                                             |                     |
| Девиз серии: Удачен тот план, что продуман до конца. |                                                |                        |                                             |                     |
| 1x05 | Rookies / Новобранцы                           | Джастин Ридж           | Стивен Мельчинг                             | N/A                 |
| Клоны охраняют важный республиканский центр связи на луне Риши, клон-коммандер Коди и капитан Рекс должны вдохновить новобранцев, чтобы предотвратить вторжение дроидов. Жертвы: клоны-солдаты Дроидбайт, Катап и Хеви на луне Риши |                                                |                        |                                             |                     |
| Девиз серии: ни что не предает уверенности больше чем опыт. |                                                |                        |                                             |                     |
| 1x06 | Downfall of a Droid / Провал дроида            | Роб Коулмэн            | Джордж Крстич                               | N/A                 |
| R2-D2 — уникальный дроид. Ему никогда не стирали память, поэтому он хранит в себе множество различнейших секретов, в том числе и тех, за которые готовы многое выложить сепаратисты. Поэтому когда в ходе одной из космических битв истребитель Энакина Скайуокера выводят из строя, а R2 остаётся в поверженном истребителе, Скайуокер должен сделать всё возможное, чтобы заполучить R2 раньше сепаратистов. |                                                |                        |                                             |                     |
| Девиз серии: Доверься другу и тогда друг доверится тебе. |                                                |                        |                                             |                     |
| 1x07 | Duel of the Droids / Дуэль дроидов             | Роб Коулмэн            | Кевин Кэмпбелл и Генри Гилрой               | N/A                 |
| Энакин Скайуокер, Асока Тано и новый астромеханик R3-S6 отправляются с двойной миссией, спасением и саботажем, на небесную станцию генерала Гривуса, где должен находиться R2-D2. Дуэли: Асока Тано против генерала Гривуса и R2-D2 против R3-S6 Жертвы: контрабандист Га Нахкт и дроид-астромеханик R3-S6 на луне Руусана |                                                |                        |                                             |                     |
| Девиз серии: Сердце, а не разум, помогает сохранить дружбу. |                                                |                        |                                             |                     |
| 1x08 | Bombad Jedi / Бомбад-джедай                    | Джесси Йе              | Кевин Рубио, Стивен Мельчинг и Генри Гилрой | 2.77                |
| Джа-Джа Бинкс — джедай. Так подумали сепаратисты, когда встретились с Джа-Джа и дроидом C-3PO, которые пытались спасти сенатора Падме Амидалу из рук вице-короля Нута Ганрея. |                                                |                        |                                             |                     |
| Девиз серии: Героев создают времена. |                                                |                        |                                             |                     |
| 1x09 | Cloak of Darkness / Под покровом тьмы          | Дейв Филони            | Пол Дини                                    | 1.95                |
| Асока Тано и мастер-джедай Луминара Ундули конвоируют вице-короля Нута Ганрея на Корусант для предстоящего суда, не сознавая, что граф Дуку послал свою ученицу — убийцу Асажж Вентресс, которая должна освободить пленника и расправиться с джедаями. Дуэли: Асока Тано и Луминара Андули против Асажж Вентресс Жертвы: капитан солдатов спец-отряда Сената и предатель Фаро Аргус на крейсере «Спокойствие», орбита Родии |                                                |                        |                                             |                     |
| Девиз серии: Игнорируя интуицию, рискуешь собой. |                                                |                        |                                             |                     |
| 1x10 | Lair of Grievous / Логово Гривуса              | Ацуси Такэути          | Генри Гилрой                                | 2.14                |
| Чтобы проверить, достоин ли генерал Гривус оставаться лидером армии сепаратистов, граф Дуку заманивает в его замок магистра Кита Фисто и его прежнего ученика рыцаря — мон-каламари Надара Вебба. Дуэли: Надар Вебб и Кит Фисто против Гривуса Жертвы: Командир Фил и бывший падаван Кита Фисто Надар Вебб на третьей луне Вассека |                                                |                        |                                             |                     |
| Девиз серии: Могущества достигает лишь тот, кто контролирует свою силу. |                                                |                        |                                             |                     |
| 1x11 | Dooku Captured / Захваченный Дуку              | Джесси Йе              | Джули Сьедж                                 | N/A                 |
| Во время попытки арестовать графа Дуку Энакин Скайуокер и Оби-Ван Кеноби обнаруживают, что вражеский лидер уже был захвачен бандой пиратов. |                                                |                        |                                             |                     |
| Девиз серии: Независимо от количества поворотов, извилистый путь к миру всегда предпочтительней. |                                                |                        |                                             |                     |
| 1x12 | The Gungan General / Генерал гунган            | Джастин Ридж           | Джули Сьедж                                 | 2.31                |
| При переговорах о выкупе графа Дуку Энакин Скайуокер и Оби-Ван Кеноби были взяты в плен. Джедаи и ситх формируют зыбкий союз для организации побега, в то время как сенаторы Джа-Джа Бинкс и Харрус уже спешат на помощь. Жертвы: сенатор Харрус и бандит-головорез Турк Фалсо на Флорруме |                                                |                        |                                             |                     |
| Девиз серии: Лучше проиграть с честью, чем выиграть недостойно. |                                                |                        |                                             |                     |
| 1x13 | Jedi Crash / Крушение джедаев                  | Роб Коулмэн            | Кэти Лукас                                  | 2.35                |
| Энакин и Асока спешат на помощь магистру Эйле Секуре, но Энакин Скайуокер, пытаясь пробиться к кораблю, получает ранение. После неудачных манёвров их корабль попадает в гиперпространство и вынужден совершить аварийную посадку на планете миролюбивых лурменов Маридуне. Солдаты Энакина, Асока Тано и Эйла Секура отправляются на поиски помощи для него и встречают старейшину лурменов Ти Уат Каа. После упрёков в адрес республиканцев и сепаратистов он всё-таки посылает своего сына-знахаря Уаг Ту помочь Энакину. Дело завершается выздоровлением Энакина, но отряд по-прежнему прикован к месту и ждёт спасения. |                                                |                        |                                             |                     |
| Девиз серии: Жадность и страх смерти — это корни, питающие Древо Зла. |                                                |                        |                                             |                     |
| 1x14 | Defenders of Peace / Хранители мира            | Стюарт Ли              | Билл Кентербери                             | 2.17                |
| Республиканские войска отступают! Спасая генерала Эйлу Секуру от неизбежного разгрома, Энакин Скайуокер тяжело ранен. Ускользнув от врага, наши герои терпят кораблекрушение на отдалённой планете Маридун. Потеряв связь с центром, джедаи просят о врачебной помощи Лурменов — мирных обитателей планеты. Однако война неотступно следует по пятам Джедаев: Сепаратисты решили испытать на планете Маридан, где потерпели крушение наши герои, новое сверхмощное оружие, воздействующее только на живую материю. Пока джедаи сражаются с новым оружием сепаратистов, мирные лурмены должны сделать выбор: придерживаться ли им своих принципов невмешательства в конфликт и умереть, или сражаться бок о бок с Рексом, Блаем, Энакином, Асокой и Эйлой Секурой. |                                                |                        |                                             |                     |
| Девиз серии: Оказавшись в гуще битвы приходится выбирать чью то сторону. |                                                |                        |                                             |                     |
| 1x15 | Trespass / Нарушение границ                    | Брайан Калин О’Коннелл | Стивен Мельчинг                             | 2.62                |
| Нападение на пост республиканцев! Джедаи потеряли связь с подразделением клонов, размещённом на суровой, покрытой льдами планете Орто Плутония. Оби-Ван Кеноби и Энакин Скайуокер в сопровождении сановников с ближайшей луны Пантора посланы провести расследование по факту гибели клонов в безжизненных снегах… Они попадают в гущу нарастающего конфликта между пушистыми обитателями ледяной планеты и гордым и непримиримым председателем луны Панторы: Удастся ли добиться мира? Жертвы: председатель Панторы Чи Чо на Орто Плутонии |                                                |                        |                                             |                     |
| Девиз серии: Высокомерие недооценивает мудрость. |                                                |                        |                                             |                     |
| 1x16 | The Hidden Enemy / Скрытый враг                | Стюарт Ли              | Дрю З. Гринберг                             | 2.51                |
| Планета в осаде. Войска сепаратистов безжалостно разрушают красивый и изысканный мир Кристофсиса. Больше не способные защищаться, жители Кристофсиса обратились за помощью к джедаям. В надежде спасти жизни и не допустить дальнейшее уничтожение Оби-Ван Кеноби и Энакин Скайуокер придумают хитроумную ловушку, которая поможет переломить ход войны в этой звёздной системе. Однако план раскрыт, а на джедаев устроена засада. Откуда сепаратисты знают каждый шаг клонов? Неужели среди своих есть предатель? Дуэль: Энакин Скайуокер и Оби-Ван Кеноби против Асажж Вентресс |                                                |                        |                                             |                     |
| Девиз серии: Правда способствует прозрению, но не счастью. |                                                |                        |                                             |                     |
| 1x17 | Blue Shadow Virus / Вирус «Голубая тень»       | Джанкарло Вольпе       | Крэйг Титли                                 | 2.94                |
| Дроиды на планете Набу! В Галактике бушует мятеж сепаратистов, и даже мирные планеты оказываются под угрозой. Обнаружив вражеских дроидов в высоких степных травах, жители Набу забили тревогу. Испугавшись нового захвата родины, сенатор Амидала и представитель Бинкс вылетели на Набу, дабы оценить ситуацию. Тем временем на Набу, в районе гунганских болот зреет куда более страшная беда. |                                                |                        |                                             |                     |
| Девиз серии: Страх — это болезнь, и надежда — единственное лекарство от него. |                                                |                        |                                             |                     |
| 1x18 | Mystery of a Thousand Moons / Тайна тысячи лун | Джесси Йе              | Брайан Ларсен                               | 2.11                |
| Отважным клонам под руководством джедаев удалось сорвать коварный план Сепаратистов, по заражению смертельным голубым вирусом ключевых планетарных систем Республики. Оби-Ван Кеноби и Энакин Скауокер арестовали автора этой жуткой идеи — гнусного доктора Нуво Винди. Теперь джедаи должны доставить его в столицу Республики, где злодея ждет суд. Но дроид-прислужник Винди активирует одну из бомб… |                                                |                        |                                             |                     |
| Девиз серии: В единственном шансе безграничная надежда. |                                                |                        |                                             |                     |
| 1x19 | Storm Over Ryloth / Буря над Рилотом           | Брайан Калин О’Коннелл | Джордж Крстич, Скотт Мерфи и Генри Гилрой   | 2.37                |
| Захвачена планета Рилот! Страдая от жестокой оккупации дроидов, заблокировавших планету, жители Рилота голодают. Теперь здесь правит железным кулаком Уот Тамбор. По распоряжению Сената, Великая Армия Республики готовит операцию по освобождению данной системы. Энакину Скайуокеру и его падавану Асоке Тано предстоит проложить коридор для наземной операции Оби-Вана. Жертвы: начальник корабля Торговой Федерации, блокировавший Рилот Мар Туук на том корабле, орбита Рилота |                                                |                        |                                             |                     |
| Девиз серии: К высотам величия ведёт тернистый путь. |                                                |                        |                                             |                     |
| 1x20 | Innocents of Ryloth / Невинные жертвы Рилота   | Джастин Ридж           | Рэнди Стрэдли и Генри Гилрой                | 2.49                |
| Вторжение! Лидер сепаратистов Уот Тамбор взял под контроль планету Рилот и порабощает население. Смелой и неожиданной атакой джедаи Энакин Скайуокер и его падаван Асока Тано сокрушили космическую блокаду ограждавшую планету. Генералы-джедаи Мейс Винду и Оби-Ван Кеноби ведут крупномасштабное вторжение с целью освободить голодающее население. |                                                |                        |                                             |                     |
| Девиз серии: Ущерб от войны не поддается точной оценке. |                                                |                        |                                             |                     |
| 1x21 | Liberty on Ryloth / Освобождение Рилота        | Роб Коулмэн            | Генри Гилрой                                | 3.01                |
| Победа в руках Республики. Солдаты-клоны под командованием джедаев успешно вторглись в оккупированный сепаратистами мир — Рилот. Энакин Скайуокер сражается с врагами в небе, пока Оби-Ван Кеноби освобождает население из тисков подлого лидера сепаратистов Уот Тамбора. Генерал-джедай Мейс Винду возглавляет атаку в финальной операции по освобождению столицы Лессу. |                                                |                        |                                             |                     |
| Девиз серии: Способность к компромиссу — похвальное достоинство, а не презренная слабость. |                                                |                        |                                             |                     |
| 1x22 | Hostage Crisis / Кризис с заложниками          | Джанкарло Вольпе       | Оуэн Махони                                 | 3.29                |
| Опасность нарастает! Вопреки недавним победам на Дальнем Рубеже, внутри Республики зреет заговор. Наёмный убийца Кэд Бейн, объединивший вокруг себя отъявленных негодяев, затевает похищение членов Сената. Какова цель столь низкого плана? Жертвы: сенатор Файло в здании Сената, Корусант |                                                |                        |                                             |                     |
| Девиз серии: Раскрывая секрет — укрепляешь доверие. |                                                |                        |                                             |                     |

### Сезон 2 (2009–10)
| № | Название                                                         | Режиссёр               | Автор сценария                | Зрители в США (млн) |
| --- | ---------------------------------------------------------------- | ---------------------- | ----------------------------- | ------------------- |
| 2x01 | Holocron Heist / Похищение голокрона                             | Джастин Ридж           | Пауэл Дини                    | 2.58                |
| Джедаи в ловушке на Фелуции! Клоны окружены отрядами дроидов. Спасти их могут лишь республиканские штурмовики, готовые при первой возможности приземлиться на поверхность. Крейсерам джедаев удалось прорвать защиту дроидов и послать на помощь штурмовиков. Дуэль: Асока Тано против Кейто Паразитти (которая была в облике Джокасты Ну) |                                                                  |                        |                               |                     |
| Девиз серии: На пользу идет только заслуженный урок. |                                                                  |                        |                               |                     |
| 2x02 | Cargo of Doom / Гибельный груз                                   | Роб Коулмэн            | Джордж Крстич                 | 2.58                |
| Украдены секреты! Дарт Сидиус нанял мерзкого наёмника Кэда Бейна, чтобы украсть голокрон из хранилища Храма джедаев. Бейн сбежал с места преступления, выследил и взял в плен мастера Болла Ропала, у которого хранился кристалл с секретами джедаев. Флот сепаратистов прибыл на помощь наёмнику. Энакин Скайуокер поспешил на перехват, чтобы не дать Бейну продать похищенный голокрон. Жертвы: магистр Болла Ропал на орбите Деварона и солдат-клон Денал |                                                                  |                        |                               |                     |
| Девиз серии: Самонадеянность — самая опасная форма неосмотрительности. |                                                                  |                        |                               |                     |
| 2x03 | Children of the Force / Дети Силы                                | Брайан Калин О’Коннелл | Генри Гилрой и Венди Мерикл   | 2.8                 |
| В погоне за вором, Энакин Скайуокер вместе со своим падаваном, Асокой Тано, высадился на корабль хитрого наёмника Кэда Бейна, чтобы вернуть украденный голокрон, который содержит список всех детей в Галактике, способных чувствовать Силу, будущих рыцарей-джедаев. После отчаянной погони и схватки со злодеем, клоны во главе с Энакином разгромили Бейна, но им пришлось эвакуироваться с обречённого корабля без голокрона. |                                                                  |                        |                               |                     |
| Девиз серии: Терпение — это первый шаг на пути исправления ошибки. |                                                                  |                        |                               |                     |
| 2x04 | Senate Spy / Шпион Сената                                        | Стюарт Ли              | Мелинда Сюй                   | N/A                 |
| Измена в Сенате! Совет Джедаев подозревает сенатора Раша Кловиса в участии в заговоре сепаратистов. Но для выяснения планов сенатора с планеты Сципио, совету придётся направить своего шпиона. Тем временем, джедай Энакин Скайуокер долго отсутствовал на Корусанте, находясь в действующей армии. Теперь Энакин спешит воссоединиться со своей женой, Падме Амидалой… |                                                                  |                        |                               |                     |
| Девиз серии: В верном сердце сомневаться нельзя. |                                                                  |                        |                               |                     |
| 2x05 | Landing at Point Rain / Высадка в Пойнт-Рейн                     | Брайан Калин О’Коннелл | Брайан Ларсен                 | N/A                 |
| Контратака! Пока армия клонов увязла в попытках уничтожить космический флот Гривуса, против Республики восстают планеты, уже однажды вырванные из лап врага. На Джеонозисе, один из лидеров сепаратистов, Поггл Меньший, под прикрытием противолазерного щита, создает тысячи новых единиц оружия, марширующих с конвейера прямо в бой с клонами. Джедаи, полные решимости восстановить порядок в Республике, организуют на Джеонозисе мощное наступление, цель которого, закрыть заводы Поггла раз и навсегда. |                                                                  |                        |                               |                     |
| Девиз серии: Верь в себя, иначе никто в тебя верить не будет. |                                                                  |                        |                               |                     |
| 2x06 | Weapons Factory / Оружейная фабрика                              | Джанкарло Вольпе       | Брайан Ларсен                 | N/A                 |
| Последний штурм! Узнав о тайном возобновлении производства на планете Джеонозис завода, выпускающего боевых дроидов, джедай Энакин Скайуокер и его падаван Асока Тано готовят операцию по уничтожению вражеского объекта. Предвидя упорное сопротивление врага, Республиканское командование посылает магистра-джедая Луминару Ундули и её падавана Баррисс Оффи в качестве подкрепления. Но у наших отважных героев времени мало — завод вот-вот заработает на полную мощность… |                                                                  |                        |                               |                     |
| Девиз серии: Доверие — нет более ценного дара. |                                                                  |                        |                               |                     |
| 2x07 | Legacy of Terror / Наследие террора                              | Стюарт Ли              | Оуэн Махони                   | N/A                 |
| Победа на Джеонозисе! В результате планетарной осады, сепаратисты на Джеонозисе потерпели поражение. Основные оружейные заводы разрушены, но дорогой ценой достался этот успех. Начав масштабную расчистку планеты, джедаи-магистры Луминара Ундули и Оби-Ван Кеноби объявили кампанию по поимке лидера сепаратистов — Поггла Меньшего, для публичного суда над ним… Жертвы: королева Карина на Джеонозисе |                                                                  |                        |                               |                     |
| Девиз серии: Иногда принять помощь труднее, чем предложить её. |                                                                  |                        |                               |                     |
| 2x08 | Brain Invaders / Мозговые захватчики                             | Стюарт Ли              | Эндрю Крайсберг               | N/A                 |
| Победа на Джеонозисе! В результате мощной атаки, республиканцы вновь овладели планетой сепаратистов и закрыли местное производство дроидов. Исследуя суть вопросов, Луминара Ундулли открыла существование королевы Карины Великой, чей «Дух Улья» реанимирует погибших солдат. Во время разрушения храма Карины, джедаи взяли в плен советника королевы, Поггла Меньшего. И теперь его ждёт судебный процесс на Корусанте… Клонам на планете Орд-Цестус понадобились медикаменты. За медикаментами на медстанцию послали Асоку Тано и Баррисс Оффи. Но один из клонов по имени Сайд подхватил джеонозианского червяка (при помощи его королева Карина управляла своими подданными). Сайд заражает всех, кроме падаванов, червяками, а пилотов убивает. Асока и Баррисс решили действовать сообща. Но Баррисс заразили, и Асоке пришлось действовать одной. Тем временем, на корабле джедаев Энакин, прибегнув к Темной стороне, узнаёт у Поггла, как можно остановить червяков. Дуэли: первая дуэль Асоки Тано против Баррисс Оффи, вторая дуэль Асоки Тано против Баррисс Оффи Жертвы: клон-лейтенант Трап на медицинском фрегате |                                                                  |                        |                               |                     |
| Девиз серии: Верность и жалость — понятия разные. |                                                                  |                        |                               |                     |
| 2x09 | Grievous Intrigue / Интриги Гривуса                              | Джанкарло Вольпе       | Бен Эдлунд                    | N/A                 |
| Угнетающее невезение! Число побед Республики превышает число поражений, но джедаям не удаётся помешать продвижению врага. Неуловимый генерал Гривус и его многотысячная армия дроидов всё время оказывается на шаг впереди. Джедаям не удавалось предугадать его следующий удар, до сей поры… Дуэли: Иит Кот против Гривуса, первая дуэль Оби-Вана Кеноби против Гривуса, вторая дуэль Оби-Вана Кеноби против Гривуса, Ади Галлия против Гривуса |                                                                  |                        |                               |                     |
| Девиз серии: Добиваясь успеха в чём-то одном, ты теряешь в чём-то другом. |                                                                  |                        |                               |                     |
| 2x10 | The Deserter / Дезертир                                          | Роберт Далва           | Карл Эллсуорт                 | N/A                 |
| Беглец! Республика победила во многих решающих битвах с сепаратистами на Дальнем Рубеже, однако джедаям так и не удалось пленить неуловимого Генерала Гривуса. Совет Джедаев разработал эффективный план-ловушку, но несмотря на все жёсткие меры, предводитель дроидов всё-таки сумел ускользнуть и скрыться на планете Салукемай. Погоня в разгаре! Эскадрилья клонов под командованием Генерала Кеноби неуклонно приближается к заветной цели… Дуэль: Оби-Ван Кеноби против Гривуса |                                                                  |                        |                               |                     |
| Девиз серии: Борьба за честь достойна почести. |                                                                  |                        |                               |                     |
| 2x11 | Lightsaber Lost / Потерянный световой меч                        | Джанкарло Вольпе       | Дрю З. Гринберг               | N/A                 |
| Война открыла новые возможности для преступного мира! Беспощадные наёмники, вступив в сговор с сепаратистами, подрывают и без того нестабильную ситуацию Республики. Энакин Скайуокер и Асока Тано проверяют убежище вероломных бандитов в поисках продажного и подлого торговца, продающего оружие врагам Республики на чёрном рынке. Дуэль: Тера Сайнубе против Кэсси Крайр |                                                                  |                        |                               |                     |
| Девиз серии: Легко — не всегда просто. |                                                                  |                        |                               |                     |
| 2x12 | The Mandalore Plot / Мандалорский заговор                        | Кайл Данливи           | Мелинда Сюй                   | N/A                 |
| В расследовании слухов о заговоре к герцогине Сатин, Оби-Ван раскрывает правду о таинственном участии мандалорцев: в этом замешана группа террористов Дозор Смерти во главе с Пре Визслой. Дуэль: Оби-Ван Кеноби против Пре Визслы |                                                                  |                        |                               |                     |
| Девиз серии: Игнорируя прошлое, ты подвергаешь опасности будущее. |                                                                  |                        |                               |                     |
| 2x13 | Voyage of Temptation / Рейс искушений                            | Брайан Калин О’Коннелл | Пол Дини                      | N/A                 |
| Пока джедаи и их клоны защищают герцогиню Сатин от попыток её убийства, Энакин замечает, что Оби-Ван и Сатин имеют общую совместную историю. Жертвы: два клона-солдата Редай, Миксер и сенатор с Мандалора и предатель Тал Меррик на Коронете |                                                                  |                        |                               |                     |
| Девиз серии: Не страшись будущего, не оплакивай прошлого. |                                                                  |                        |                               |                     |
| 2x14 | Duchess of Mandalore / Мандалорская герцогиня                    | Брайан Калин О’Коннелл | Дрю З. Гринберг               | N/A                 |
| На Корусанте Дозор Смерти находит герцогиню Сатин, начиная приоритетное вторжение в Республику. Сатин и Оби-Ван скрываются от властей Республики для того, чтобы найти истинные мотивы группировки. |                                                                  |                        |                               |                     |
| Девиз серии: На войне правда — самая первая потеря. |                                                                  |                        |                               |                     |
| 2x15 | Senate Murders / Убийства в Сенате                               | Брайан Калин О’Коннелл | Дрю З. Гринберг               | N/A                 |
| Война повсюду! Пока клоны сражаются на поле брани, иная война ведётся в Галактическом Сенате. Мотивируя большими потерями, группа сенаторов во главе с Хэлли Буртони предлагает увеличить военное производство. Сенатор Амидала со своими сторонниками, понимая, что эти меры только затянут войну, неутомимо работает над биллем по сокращению военных расходов и остановке производства клонов… Жертвы: сенаторы с Родии Онаконда Фарр и с Умбара Ми Дичи в здании Сената, Корусант |                                                                  |                        |                               |                     |
| Девиз серии: Искать правду легко. Принять правду трудно. |                                                                  |                        |                               |                     |
| 2x16 | Cat and Mouse / Кошки — мышки                                    | Кайл Данливи           | Брайан Ларсен                 | 2.02                |
| Непроницаемая оборона! Корабли сепаратистов блокировали планету Кристофсис, подавляя попытки сенатора Бейла Органы прорвать кольцо. В помощь сенатору, на прорыв блокады брошена республиканская армия под командованием генерала-джедая Энакина Скайуокера. Но у жителей богатой ресурсами планеты осталось слишком мало времени… |                                                                  |                        |                               |                     |
| Девиз серии: Мудрый лидер знает, когда преследовать. |                                                                  |                        |                               |                     |
| 2x17 | Bounty Hunters / Охотники за головами                            | Стюарт Ли              | Карл Эллсуорт                 | N/A                 |
| Посвящается памяти Акиры Куросавы. Число жертв растёт! Ширится театр военных действий, угрожая всё большему числу миров. Планетам приходится защищаться самим, поскольку джедаи сражаются на нескольких фронтах. Создана сеть медицинских станций для оказания помощи нуждающимся, но медики оказываются лёгкой добычей для Сепаратистов. Потеряна связь с санитарной станцией на орбите Фелуции. Оби-Ван Кеноби, Энакин Скайуокер и Асока Тано посланы выяснить ситуацию… Сюжет серии основан на сюжете фильма «Семь самураев». Дуэль: Энакин Скайуокер против Хондо Онаки Жертвы: охотница за наживой Руми Парамита на Фелуции |                                                                  |                        |                               |                     |
| Девиз серии: Смелость формирует героя, а доверие — основа дружбы. |                                                                  |                        |                               |                     |
| 2x18 | The Zillo Beast / Зверь Зилло                                    | Джанкарло Вольпе       | Крэйг Титли                   | N/A                 |
| В отчаянные времена требуются отчаянные меры! В одной из самых затяжных и жестоких битв эпохи, Сепаратисты как никогда близки к захвату планеты Маластар. Для Республики потеря этой планеты обернется утратой важного источника горючего, а значит уменьшением боеспособности войск. В надежде переломить ход сражения, Верховный канцлер Палпатин санкционирует применение новейшего оружия Республики — Электро-Протонной Бомбы. Теперь, в роскошном дворце дожа Уруса, лидера дагов, джедаи считают минуты до взрыва их оружия Судного Дня… |                                                                  |                        |                               |                     |
| Девиз серии: Выбирай то, что правильно, а не то, что легко. |                                                                  |                        |                               |                     |
| 2x19 | The Zillo Beast Strikes Back / Зверь Зилло наносит ответный удар | Стюарт Ли              | Стивен Мельчинг               | N/A                 |
| Республика транспортируют зверя Зилло на Корусант для изучения. Но когда чудовище сбегает, перед джедаями стоит выбор — спасти жизни миллионов людей или уничтожить последнего в своем роде зверя. Жертвы: зверь Зилло на Корусанте |                                                                  |                        |                               |                     |
| Девиз серии: Самый опасный зверь тот, что таится внутри тебя. |                                                                  |                        |                               |                     |
| 2x20 | Death Trap / Смертельная ловушка                                 | Стюарт Ли              | Даг Петри                     | 2.85                |
| Молодой Боба Фетт ведет войну против джедаев, которые сделали его сиротой. В помощь себе он нанимает некоторых из самых смертоносных охотников за головами в галактике — Кастаса, Аурру Синг и Босска. |                                                                  |                        |                               |                     |
| Девиз серии: Память об отце важнее, чем то, кем он был на самом деле. |                                                                  |                        |                               |                     |
| 2x21 | R2 Come Home / R2, лети домой!                                   | Джанкарло Вольпе       | Оуэн Махони                   | 2.76                |
| Когда группа из охотников приводит Энакина Скайуокера и Мейса Винду в смертельную ловушку на Ванкор, R2-D2 возвращается на Корусант и предупреждает джедаев. |                                                                  |                        |                               |                     |
| Девиз серии: Несчастье — первейшая проверка на верность дружбе. |                                                                  |                        |                               |                     |
| 2x22 | Lethal Trackdown / Смертельные поиски                            | Дейв Филони            | Дейв Филони и Дрю З. Гринберг | 2.76                |
| После того, как джедаи Энакин Скайуокер и Мейс Винду попадают в больницу, Пло Кун и Асока продолжают искать молодого охотника за головами Бобу Фетта, разгадывая загадки на нижних уровнях Корусанта. Жертвы: командир Пондс на Рабе I и охотник за наживой Кастас на Флорруме |                                                                  |                        |                               |                     |
| Девиз серии: Мстить — это значит признаться, что тебе больно. |                                                                  |                        |                               |                     |

### Сезон 3 (2010–11)
| № | Название                                       | Режиссёр               | Автор сценария                   | Зрители в США (млн) |
| --- | ---------------------------------------------- | ---------------------- | -------------------------------- | ------------------- |
| 3x01 | Clone Cadets / Клоны кадеты                    | Дейв Филони            | Камерон Литвак                   | 2.42                |
| Пятеро клонов в упрямой борьбе завершают своё обучение на Камино, эти курсанты — Шутник, Хеви, Сержант, Файфс и Эхо — кажется из «бракованной партии», и не в состоянии работать как одна команда. Пока Шаак Ти и инструкторы строевой подготовки Брик и Эль-Лес обсуждают дальнейшую судьбу курсантов, клоны учатся работать вместе и готовятся принять свою судьбу в качестве солдат. |                                                |                        |                                  |                     |
| Девиз серии: Братья по оружию — братья навек. |                                                |                        |                                  |                     |
| 3x02 | ARC Troopers / ЭРК-солдаты                     | Кайл Данливи           | Камерон Литвак                   | 2.42                |
| Республика узнает о предстоящем сепаратистском нападении на Камино, Энакин и Оби-Ван спешат на планету. После отражения Республикой диверсионных нападений сепаратистов, начинается настоящая атака. Асажж Вентресс, генерал Гривус и армии дроидов поднимаются из океана, стремясь завладеть образцом ДНК и остановить производство клонов на Камино. Рекс, Коуди, Файфс и Эхо возглавляют клонов в отчаянной попытке защитить их родную планету. Дуэли: Энакин Скайуокер против Асажж Вентресс, Оби-Ван Кеноби против Гривуса Сцена с цензурой: когда Асажж пронзает ЭРК-командира Кольта световым мечом, она целует его, после чего он умирает. Жертвы: ЭРК-командиры Хавок и Кольт, дефективный клон 99 на Камино |                                                |                        |                                  |                     |
| Девиз серии: Солдат, сражаясь на фронте, испытывает свои навыки, защищая родину, испытывает своё сердце. |                                                |                        |                                  |                     |
| 3x03 | Supply Lines / Линии снабжения                 | Брайан Калин О’Коннелл | Стивен Мельчинг и Оуэн Махони    | 1.69                |
| Сепаратисты начали массированное наступление против планеты Рилот. Блокада из смертоносных линкоров перекрыла любую поддержку для обороняющихся республиканцев. Загнанный в ловушку на поверхности, мастер-джедай Има-Гун Ди сплачивает местные силы с помощью Чама Синдуллы. Отчаянно пытаясь спасти их, Совет джедаев отправляет сенатора Бейла Органу и представителя Джа-Джа Бинкса на планету Тойдария, где они хотят убедить нейтрального короля Катуунко отправить помощь Рилоту. Бейл и Джа-Джа должны убедить тойдарианцев, что их дело правое — пока не стало слишком поздно. Посланник Торговой федерации Лотт Дод пытается предотвратить поставку помощи от тойдарианцев и требует от них соблюдать нейтралитет. Катуунко следует своей совести и тайно помогает Республике, и это Джа-Джа, со своим неповторимым умением отвлекать, старается сохранить в тайне от агентов Торговой Федерации. Продолжение этой истории показано в 1-й серии 1-го сезона. Жертвы: капитан Кили, джедай Има-Гун Дай на Рилоте |                                                |                        |                                  |                     |
| Девиз серии: Было бы желание, решение найдётся. |                                                |                        |                                  |                     |
| 3x04 | Sphere of Influence / Сферы влияния            | Кайл Данливи           | Кэти Лукас и Стивен Мельчинг     | 1.88                |
| Чи Икуэй и Че Аманве, дочери председателя Папаноида, похищены с целью шантажа. Асока Тано объединяется с сенатором от Пандору, Райо Чучи, чтобы помочь новому председателю барону Папанойде воссоединить его семью, до того как Нут Ганрей и Торговая Федерация будет чрезмерно влиять на будущее планеты. Председатель и его сын Айон, выследили похитителя Гридо на Татуине и спасли Чи Аманвe. Между тем, Асока и Чучи нашли Чи Икуэй, содержащуюся в плену на борту линкора Торговой Федерации блокирующего Пандору, и разоблачили офицера Торговой Федерации Сиба Канея как заговорщика сепаратистов. |                                                |                        |                                  |                     |
| Девиз серии: Украденное дитя — это утраченная надежда. |                                                |                        |                                  |                     |
| 3x05 | Corruption / Коррупция                         | Джанкарло Вольпе       | Камерон Литвак                   | 1.78                |
| Падме отправляется с дипломатической миссией на Мандалор, чтобы гарантировать пацифистской планете полную защиту Республики, но она и герцогиня Сатин вскоре обнаруживают, что что-то зловещее скрывается под безмятежным фасадом планеты и призывает на помощь сенатора Падме Амидалу. Контрабандисты во главе с Ти Ва с Мугана занимаются тайными поставками, в том числе и бутылок с чаем, предназначенных для Мандалорских школ. Чтобы увеличить свои прибыли, они разбавили чай слабином, опасным химическим веществом. |                                                |                        |                                  |                     |
| Девиз серии: Взывая к надежде, одолевают коррупцию. |                                                |                        |                                  |                     |
| 3x06 | The Academy / Академия                         | Джанкарло Вольпе       | Стивен Мельчинг                  | 1.79                |
| Асока назначена преподавать уроки мастерства в Академии Лидерства на Мандалоре. Вскоре после того, как она приступает, племянник герцогини Сатин — Корки и его одноклассники Амис, Лагос и Сони раскрывают гнусный заговор. Премьер-министр Алмек оказался активным участником заговора и чёрного рынка Мандалора, и теперь он пытается избавиться от герцогини Сатин, Асоки и курсантов, прежде чем они раскроют всем его причастность к коррупции. |                                                |                        |                                  |                     |
| Девиз серии: Те, кто устанавливает законы, обязаны им подчиняться. |                                                |                        |                                  |                     |
| 3x07 | The Assassin / Убийца                          | Кайл Данливи           | Кэти Лукас                       | 1.85                |
| Асока Тано, которой поручено защищать сенатора Падме Амидалу в политической миссии на Алдераане, страдает от повторяющихся видений недавно погибшей наемницы Аурры Синг (видения Асоки имеют эффект искаженного будущего, также как видения Энакина в Звездных войнах: Эпизод III: Месть Ситхов). Асока не может очистить своё сознание и беспокоится, что внутренний конфликт добрался и до неё, пока её видения действительно не оказались пророческими. Падме едва избегает смерти, когда Аурра Синг попыталась убить её. Падме и Асока заманивают наемницу в ловушку, и Асока обнаруживает истинного злодея, стоящего за заговором с целью убить Падме — заключенного гангстера Зиро Хатта. |                                                |                        |                                  |                     |
| Девиз серии: У будущего много путей — выбирай вдумчиво. |                                                |                        |                                  |                     |
| 3x08 | Evil Plans / Зловещие планы                    | Брайан Калин О’Коннелл | Стивен Мельчинг и Крэйг Ван Сикл | 1.84                |
| В середине рутинной поездки за покупками на Корусант, C-3PO похищен наемником Кэдом Бейном. Бейн ищет информацию о здании Сената, но C-3PO лишен полезной информации, тогда Бейн и его сообщники похищают R2-D2 и извлекают важные данные, после чего, стерев у дроидов память о происшествии, позволяют им уйти. Схема этажей и детали безопасности здания Сената нужны семье Хатта, чтобы освободить своего заключенного брата Зиро Хатта, который владеет потенциально опасной информацией о деятельности Хаттов (события между концом этой и началом следующей серии описаны в 22 серии 1 сезона). |                                                |                        |                                  |                     |
| Девиз серии: Неудачное планирование — это запланированная неудача. |                                                |                        |                                  |                     |
| 3x09 | Hunt for Ziro / Охота на Зиро                  | Стюарт Ли              | Стивен Мельчинг и Крэйг Ван Сикл | 1.76                |
| Кэд Бейн вытащил Зиро Хатта из тюрьмы и теперь совет Хаттов требует, чтобы Зиро рассказал, где он спрятал компрометирующую информацию: журнал подробной преступной деятельности пяти семей Хаттов. Зиро совершает ещё один дерзкий побег с помощью его бывшей любовницы Сай Снутлс. Бейн вернулся на след Хатта, но он не единственный. Джедаям Оби-Вану Кеноби и Квинлану Восу нужно найти его тоже. Жертвы: гангстер Зиро Хатт на Тете |                                                |                        |                                  |                     |
| Девиз серии: Любовь многолика и не имеет преград. |                                                |                        |                                  |                     |
| 3x10 | Heroes on Both Sides / Герои на обеих сторонах | Кайл Данливи           | Дэниэл Аркин                     | 1.75                |
| Пока в Сенате продолжается обсуждение законопроекта, который позволит устранить правительственный надзор за деятельностью клана банкиров, Падме и Асока в тайне отправляются в столицу Конфедерации Независимых Систем. Падме Амидала пытается достичь мирного соглашения с сепаратистами, а Асока впервые видит народ Конфедерации. Подруга Падме Мина Бонтери, поддерживает мирную инициативу и убеждает Конгресс сепаратистов просить мира. Между тем, на Корусанте, сенаторы Лотт Дод и Гум Саам в сговоре с представителем банковского клана Никсом Кардом и графом Дуку, делают всё чтобы не допустить заключения мирного соглашения. Примечание: с этой серии была изменена прорисовка некоторых персонажей для соответствия Эпизоду III. |                                                |                        |                                  |                     |
| Девиз серии: Страх — великий мотиватор. |                                                |                        |                                  |                     |
| 3x11 | Pursuit of Peace / Стремление к миру           | Кайл Данливи           | Дэниэл Аркин                     | 1.61                |
| Падме, Бейл Органа и Онаконда Фарр пытаются сплотить сенаторов против законопроекта, который выделит средства для покупки 5 000 000 новых клонов и будет иметь катастрофические финансовые последствия для Республики. Несогласные с законопроектом сенаторы вскоре становятся объектами для нападений и запугиваний сбежавшими наемными убийцами Робонино и Чата Хиоки. Падме может повлиять на Сенат, рассказав о том, как война повлияла на повседневную жизнь простых граждан — таких, как её служанка Текла Миннау. |                                                |                        |                                  |                     |
| Девиз серии: Правда способна сразить фантом страха. |                                                |                        |                                  |                     |
| 3x12 | Nightsisters / Сестры Ночи                     | Джанкарло Вольпе       | Кэти Лукас                       | 1.86                |
| Дарт Сидиус, обеспокоенный возросшим мастерством владения Вентресс темной стороной Силы, приказывает графу Дуку уничтожить её. Но Вентресс выживает после покушения Дуку и теперь, брошенный бывший ученик клянется отомстить, заручившись помощью своих родственниц — мистических Сестёр Ночи с Датомира. Мать Талзин, предводительница этого клана, с помощью особого зелья делает Асажж и её сестёр-убийц невидимыми, и они проникают во дворец Дуку на Серенно. Хотя они не смогли убить графа, использованные ими световые мечи заставляют Дуку думать, что это джедаи пытались его убить. Заинтересованный в охране, он просит нового ученика у матери Талзин. Дуэли: Энакин Скайуокер и Оби-Ван Кеноби против Асажж Вентресс; Асажж Вентресс, Карис и Н’аалет против Дуку |                                                |                        |                                  |                     |
| Девиз серии: Месть — кратчайший путь к разрушению. |                                                |                        |                                  |                     |
| 3x13 | Monster / Монстр                               | Кайл Данливи           | Кэти Лукас                       | N/A                 |
| Когда граф Дуку просит Сестёр Ночи найти ему замену Вентресс, она и её родственники хотят воспользоваться этой возможностью, чтобы отомстить ему. Мать Талзин отправляет Вентресс на дальнюю сторону Датомира, где живут Братья Ночи, чтобы найти самого жестокого и сильного воина среди них. Асажж выбирает воина по имени Саваж Опресс. С помощью темной магии мать Талзин превращает Саважа из неуклюжего воина в монстра, подчиняющегося Асажж. Затем она доставляет Саважа Опресс к Дуку, где он станет его учеником и будет постигать тайну ситхов, для заговора с целью свержения Дарта Сидиуса. Жертвы: Ферал, младший брат Саважа Опресса на Датомире, мастер-джедай Халси и его падаван Кнокс на Девароне |                                                |                        |                                  |                     |
| Девиз серии: Злыми не рождаются, зло приливает. |                                                |                        |                                  |                     |
| 3x14 | Witches of the Mist / Ведьмы из тумана         | Джанкарло Вольпе       | Кэти Лукас                       | 2.21                |
| Энакина и Оби-Вана отправляют разыскать таинственного воина, убившего мастера Халси и его падавана Кнокса на Девароне, вскоре они нападают на след ученика-монстра, которого создала Вентресс — Саважа Опресса, того кто проходит обучение силе ситхов у Дуку. Граф Дуку посылает Опресса на Тойдарию с заданием захватить короля Катуунко и обязательно живым, но в ходе сражения с джедаями он убивает короля. Опресс возвращается на корабль Дуку, тем самым провалив задание своего учителя и вызвав его гнев. Этим пользуется Вентресс и они вместе с Саважом нападают на Дуку. Однако вскоре и Дуку и Вентресс понимают, что их новый ученик имеет собственные намерения. Дуэли: первая дуэль Энакина Скайуокера и Оби-Вана Кеноби против Саважа Опресса, Асажж Вентресс против Саважа Опресса против Графа Дуку Жертвы: тойдарианский король Катуунко на Тойдарии |                                                |                        |                                  |                     |
| Девиз серии: Служение злу может наделить могуществом, но не верностью. |                                                |                        |                                  |                     |
| 3x15 | Overlords / Повелители Силы                    | Стюарт Ли              | Кристиан Тейлор                  | 1.74                |
| Таинственная сила приводит Энакина, Оби-Вана и Асоку на далекую планету, где его жители — семья, обладающая исключительно мощным уровнем Силы, пытаются определить является ли Энакин действительно Избранным. Патриарх этого семейства, известный только как Отец, провел сотни миллионов лет в поддержании баланса между своей Дочерью, которая сильна светлой стороной Силы, и своим Сыном, который силен темной. Отец говорит, что его дни сочтены и просит Энакина занять его место в качестве опоры этого баланса. Серия тестов доказывает, что Энакин способен управлять обоими потомками, как это делает их отец, но Скайуокер отказывается занять место Отца. |                                                |                        |                                  |                     |
| Девиз серии: Равновесие обретает тот, кто осознал свою вину. |                                                |                        |                                  |                     |
| 3x16 | Altar of Mortis / Алтарь Мортиса               | Брайан Калин О’Коннелл | Кристиан Тейлор                  | 2.29                |
| Перед тем, как джедаи собрались покинуть Мортис, Сын берет Асоку в плен в попытке заставить Энакина объединиться с ним и использовать их совместные силы, чтобы одолеть его Отца и сестру. Тем временем, Отец старается предотвратить катастрофические столкновения между его детьми и поддержать всё более хрупкое равновесие Силы на планете. Но все выходит из-под контроля: Сын заражает Асоку заклинанием Тёмной Стороны и, после дуэли Асоки против Энакина и Оби-Вана, он убивает её и Дочь, пронзив её кинжалом Мортиса. Энакин с помощью Отца воскрешает Асоку, используя светлую энергию Дочери. Тёмная сторона набирает силу. Герои по приказу Отца должны убраться с Мортиса. Дуэли: Энакин Скайуокер и Оби-Ван Кеноби против Асоки Тано, Сын против Дочери и Отца Жертвы: Асока Тано и Дочь на Мортисе. Асока позже вернулась к жизни. |                                                |                        |                                  |                     |
| Девиз серии: Утративший надежду, утрачивает жизнь. |                                                |                        |                                  |                     |
| 3x17 | Ghosts of Mortis / Призраки Мортиса            | Стюарт Ли              | Кристиан Тейлор                  | 2.24                |
| Джедаи вынуждены остаться на Мортисе. Сын пытается переманить Энакина на Тёмную сторону, показывая ему видение о его будущем — Дарте Вейдере — и предлагает ему силу, чтобы предотвратить его судьбу. Отец признаёт, что Сын нарушил правила времени. Он делает так, чтобы Энакин забыл о своих видениях, и крадёт кинжал Мортиса, чтобы положить конец этому безумству. Отец пронзает себя кинжалом, Сын потрясён этим. Энакин наносит пронзающий удар ему в спину. Мортис прекращает своё существование без Повелителей Силы, а джедаи возвращаются к своим делам, пытаясь разобраться с полученным радиосигналом с джедайским кодом бедствия, не бравшегося в силу более 2 000 лет. Жертвы: Сын и Отец на Мортисе |                                                |                        |                                  |                     |
| Девиз серии: Стремящийся контролировать судьбу, никогда не обретёт покоя. |                                                |                        |                                  |                     |
| 3x18 | The Citadel / «Цитадель»                       | Кайл Данливи           | Мэтт Мичноветц                   | 1.84                |
| С помощью R2-D2 и отряда захваченных боевых дроидов, элитная команда джедаев и клонов во главе с Оби-Ваном и Энакином пытаются освободить пленного магистра Эвена Пиелла, капитана Уилхаффа Таркина и других офицеров из непроницаемой тюрьмы Цитадель. Несмотря на наставления, Асока Тано идёт с ними. Спасение прошло успешно, но для побега они были вынуждены разделиться. Жертвы: клон-солдат 501-го легиона Чарджер и клон-солдат 212 батальона Лонгшот на Лола Саю |                                                |                        |                                  |                     |
| Девиз серии: Приспособление — ключ к выживанию. |                                                |                        |                                  |                     |
| 3x19 | Counterattack / Контратака                     | Брайан Калин О’Коннелл | Мэтт Мичноветц                   | 1.87                |
| Оби-Ван Кеноби и Энакин Скайуокер в поиске выхода из Цитадели, однако выйти из цитадели не так просто, повсюду их подстерегают ловушки и опасности. Им придётся оставить в прошлом свои разногласия, чтобы выбраться. Однако побег оказывается провален, шаттл джедаев взорван и клон Эхо погибает вблизи взрыва. |                                                |                        |                                  |                     |
| Девиз серии: Все, что может случиться плохого, случится. |                                                |                        |                                  |                     |
| 3x20 | Citadel Rescue / Спасение из «Цитадели»        | Стюарт Ли              | Мэтт Мичноветц                   | 1.55                |
| После взрыва шаттла, Энакин и Оби-Ван должны провести пленных через опасную равнину Лола Саю. Пло Кун собирает флотилию из четырёх крейсеров и отправляется на помощь. Эвен Пиелл умирает, но прежде, чем умереть, он успевает рассказать Асоке свою половину маршрута Нексуса. После возвращения на Корусант капитан Таркин отказывается рассказать свою половину маршрута никому, кроме Канцлера. Жертвы: магистр Эвен Пиелл и военачальник Цитадели Оси Собек на Лола Саю. |                                                |                        |                                  |                     |
| Девиз серии: Без чести победа тщетна. |                                                |                        |                                  |                     |
| 3x21 | Padawan Lost / Пропавший падаван               | Дейв Филони            | Бонни Марк                       | 2.31                |
| Асока во время миссии на Фелуции оказывается в ловушке на луне Васскаш. Однако она находит трёх других падаванов — Калифу, О-Мера и Джинкса. Сказав, что надо действовать, чтобы спастись, они оказываются в западне, а Калифа погибает. Жертвы: сын трандошанца-бандита Гарнака Дар и юнлинг Калифа на Васскаше |                                                |                        |                                  |                     |
| Девиз серии: Бесстрашие без повиновения — опасная игра. |                                                |                        |                                  |                     |
| 3x22 | Wookiee Hunt / Охота на вуки                   | Дейв Филони            | Бонни Марк                       | 2.31                |
| Асока, О-Мер и Джинкс прячутся от охотников, их надежда на спасение усиливается, когда к ним присоединяется вуки Чубакка. Построив передатчик с обломков корабля, с которого спасся Чубакка, вуки во главе с генералом Тарффулом штурмовали бандитов, пока Асока дралась с Гарнаком. После всех событий, Асока с юнлингами возвращаются в Храм, где она воссоединяется с Энакином Скайуокером. Дуэли: Асока Тано против Гарнака Жертвы: трандошанцы-бандиты Клатч, Смаг, Крикс, Лагон, Горон и Сочек, и главарь бандитов-трандошанцев Гарнак на Васскаше |                                                |                        |                                  |                     |
| Девиз серии: Успешный ученик воплощает надежды учителя. |                                                |                        |                                  |                     |

### Сезон 4 (2011–12)
| №: | Название                                 | Режиссёр               | Автор сценария                   | Зрители в США (млн) |
| --- | ---------------------------------------- | ---------------------- | -------------------------------- | ------------------- |
| 4x01 | Water War / Водная война                 | Дуэйн Данэм            | Хосе Молина                      | 1.93                |
| Убийство короля Мон Кало сорвало переговоры между Мон Каламари и кворренами, соседями по подводному миру. Чтобы остановить гражданскую войну Республика присылает Падме Амидалу и Энакина Скайуокера, но они не знают, что Носсор Рай во главе народа кворренов уже заручился поддержкой сепаратистов. Теперь джедаи должны защитить нового лидера Мон Кало, молодого принца Ли-Чара, от нападения. |                                          |                        |                                  |                     |
| Девиз серии: Когда взывает предназначение, у избранного нет выбора. |                                          |                        |                                  |                     |
| 4x02 | Gungan Attack / Атака гунганов           | Брайан Калин О’Коннелл | Хосе Молина                      | 1.93                |
| Энакин Скайуокер и остальная часть его команды джедаев была настигнута внезапными атаками сепаратистов под предводительством Риффа Тамсона пока же Принц Ли-Чар и Асока должны избежать плена собственными силами. Не в состоянии вызвать подкрепление Республики, Йода призывает к помощи Великую Армию Гунганов, но будет ли этого достаточно, чтобы остановить наступление Сепаратистов — неизвестно. Яростный Тамсон удваивает свои усилия в поисках Принца Ли-Чара, используя подкрепления данные ему Графом Дуку для штурма океанов. |                                          |                        |                                  |                     |
| Девиз серии: Булатный клинок в огне закаляется. |                                          |                        |                                  |                     |
| 4x03 | Prisoners / Захваченные                  | Дэни Келлер            | Хосе Молина                      | 1.61                |
| После того, как Энакин, Падме, Кит Фисто и Джа-Джа Бинкс были захвачены Риффом Тамсоном, Асока и принц должны найти способ, чтобы освободить своих друзей из плена сепаратистов. Пытаясь освободить свою планету от зловещего Риффа Тамсона, Ли-Чар теперь должен убедить Носсора Рая и кворренов присоединиться к ним. Жертвы: агент сепаратистов Рифф Тамсон на Мон-Каламари |                                          |                        |                                  |                     |
| Девиз серии: Короны наследуют, царства зарабатывают. |                                          |                        |                                  |                     |
| 4x04 | Shadow Warrior / Воин тени               | Брайан Калин О’Коннелл | Дэниэл Аркин                     | 1.56                |
| Когда лидер гунганов, босс Лиони, был ранен, обнаруживается странное сходство босса и Джа-Джа Бинкса. Бинкс должен разубедить свой народ от восстания против Набу и остановить вторжение сепаратистов во главе с генералом Гривусом. Дуэли: Энакин Скайуокер против Графа Дуку Жертвы: генерал Рус Тарпалс и министр Риш Лу на Набу |                                          |                        |                                  |                     |
| Девиз серии: Каков человек в душе, глазами не увидеть. |                                          |                        |                                  |                     |
| 4x05 | Mercy Mission / Миссия Милосердия        | Дэни Келлер            | Бонни Марк                       | 1.35                |
| Отряд из легиона Пло Куна «Вольфпак» с R2-D2 и C-3PO останавливаются, чтобы помочь планете Алин, которая страдает от землетрясений, но дроиды обнаруживают определённое значение для ситуации на планете. |                                          |                        |                                  |                     |
| Девиз серии: Понимание — это уважение правды, лежащей не на поверхности. |                                          |                        |                                  |                     |
| 4x06 | Nomad Droids / Странствующие дроиды      | Стюарт Ли              | Стивен Мельчинг и Крэйг Ван Сикл | 1.67                |
| Причудливые приключения C-3PO и R2-D2 продолжаются. Избегая атаки Сепаратистов, они были вынуждены воспользоваться истребителем класса Y-wing. Жертвы: большой Хай-Зу на Патитите Паттуна |                                          |                        |                                  |                     |
| Девиз серии: Кто глупее: сам глупец или последователь глупца? |                                          |                        |                                  |                     |
| 4x07 | Darkness on Umbara / Тьма на Умбаре      | Стюарт Ли              | Мэтт Мичноветц                   | 1.78                |
| Клоны, под командованием генерала Скайуокера, получили опасное задание на взятие столицы Умбары. Однако, когда обстановка накаляется, Энакин вынужден передать командование операцией джедаю Понг Креллу. Жертвы: клоны-солдаты 501 легиона Оз и Ринго |                                          |                        |                                  |                     |
| Девиз серии: Доверие — это первый шаг к лояльности. |                                          |                        |                                  |                     |
| 4x08 | The General / Генерал                    | Уолтер Мёрч            | Мэтт Мичноветц                   | 1.56                |
| Генерал Крелл требует от капитана Рекса и 501-го легиона захватить укрепленную умбаранскую авиабазу, и требует только победу. Эта миссия почти наверняка — самоубийство, если только клоны не будут использовать свою изобретательность, чтобы одержать верх над очередным врагом. |                                          |                        |                                  |                     |
| Девиз серии: Страх направляет по дороге неведения. |                                          |                        |                                  |                     |
| 4x09 | Plan of Dissent / План несогласных       | Кайл Данливи           | Мэтт Мичноветц                   | 1.80                |
| После захвата республиканскими войсками авиабазы на Умбаре, генерал Крелл требует от Рекса и его людей захватить сильно укрепленную столицу тёмного мира. Понимая, что есть лучший план, Файфс, Джесси и Хардкейс нарушают прямой приказ, чтобы выполнить секретную операцию. Жертвы: солдат-клон 501 легиона Хардкейс на орбите Умбары |                                          |                        |                                  |                     |
| Девиз серии: Невежда следует за другими. Мудрец ведёт за собой. |                                          |                        |                                  |                     |
| 4x10 | Carnage of Krell / Резня Крелла          | Кайл Данливи           | Мэтт Мичноветц                   | 1.62                |
| Перед казнью Файфса и Джесси капитан Рекс должен противостоять слишком агрессивному генералу Креллу. Рискуя потерять все и получить обвинение в подготовке мятежа, Рекс должен сделать нелегкий выбор, который раскроет тёмную сущность врага. Жертвы: командир из 212 батальона Ваксер и генерал Понг Крелл на Умбаре |                                          |                        |                                  |                     |
| Девиз серии: Наши поступки определяют память о нас. |                                          |                        |                                  |                     |
| 4x11 | Kidnapped / Похищенные                   | Кайл Данливи           | Генри Гилрой                     | 1.57                |
| Зайгеррианские работорговцы в ответе за исчезнувшее население планеты Кирос. Пока Энакин и Асока разминируют окрестность, Оби-Ван должен разобраться с их новоиспеченным лидером Дартсом Д’Наром. |                                          |                        |                                  |                     |
| Девиз серии: Там, куда мы стремимся, всегда отражается то, откуда мы вышли. |                                          |                        |                                  |                     |
| 4x12 | Slaves of the Republic / Рабы Республики | Брайан Калин О’Коннелл | Генри Гилрой                     | 1.37                |
| Чтобы найти пропавших колонистов, Энакин, Асока и Оби-Ван отправляются под прикрытием в мир работорговцев Зайгерию. Энакин борется со своими эмоциями, в то время как хитрая королева Зайгеррии Мираж Скинтел вынуждает принимать сомнительные решения, чтобы осуществить свою миссию. |                                          |                        |                                  |                     |
| Девиз серии: Те, кто порабощает других, неизбежно сами становятся рабами. |                                          |                        |                                  |                     |
| 4x13 | Escape from Kadavo / Побег c Кадаво      | Денни Келлер           | Генри Гилрой                     | 1.39                |
| Энакин пытается убедить Мираж в том, что она тоже рабыня и пешка в игре сепаратистов. Тем временем, Оби-Ван трудится в тюрьме для рабов на Кадаво. И ситуация становится мрачнее с каждым моментом, ведь на планету прибывает лично граф Дуку… Дуэли: Энакин Скайуокер против Графа Дуку Жертвы: королева Зайгеррии Мираж Скинтел на Зайгеррии и начальник тюрьмы с рабами Аргус на Кадаво |                                          |                        |                                  |                     |
| Девиз серии: Великую надежду могут питать маленькие жертвы. |                                          |                        |                                  |                     |
| 4x14 | A Friend in Need / Друг в беде           | Дейв Филони            | Кристиан Тейлор                  | 1.51                |
| Мирную конференцию сепаратистских и республиканских делегатов прерывает Лакс Бонтери, сын сенатора сепаратистов. Он и присоединившаяся к нему Асока отправляются в опасный крестовый поход, чтобы узнать правду о смерти матери. Дуэли: Асока Тано против Пре Визслы и Бо-Катан Краиз Жертвы: внучка местного лидера, вождя Пайтера, Трайла на Карлаке |                                          |                        |                                  |                     |
| Девиз серии: Дружба открывает нас настоящих. |                                          |                        |                                  |                     |
| 4x15 | Deception / Обман                        | Кайл Данливи           | Брент Фридман                    | 2.12                |
| Когда джедаи узнают о заговоре сепаратистов с целью похитить канцлера Палпатина, один из них должен пожертвовать собой, чтобы под прикрытием внедриться в криминальную среду и добыть информацию у заговорщиков. |                                          |                        |                                  |                     |
| Девиз серии: Все приёмы войны основаны на обмане. |                                          |                        |                                  |                     |
| 4x16 | Friends and Enemies / Друзья и враги     | Боско ЭнДжи            | Брент Фридман                    | 1.62                |
| Оби-Ван под прикрытием Рейко Хардина, Кэд Бейн и Морало Ивал направляются на Нал Хатта. Но вслед за ними направляется Энакин и Асока, чтобы отомстить за Оби-Вана, но они даже не знают, что Хардин — это он. Дуэли: Оби-Ван Кеноби (Рейко Хардин) и Кэд Бейн против Энакина Скайуокера и Асоки Тано |                                          |                        |                                  |                     |
| Девиз серии: Будь близок с друзьями, но врагов держи ещё ближе. |                                          |                        |                                  |                     |
| 4x17 | The Box / Куб                            | Брайан Калин О’Коннелл | Брент Фридман                    | 1.80                |
| Замаскированный Оби-Ван в сопровождении Кэда Бейна и Морало Ивала прибывает на Серенно, где в жестокой конкуренции с головорезами с разных концов галактики будет бороться за право участвовать в заговоре с целью похищения канцлера. Дуэли: Оби-Ван Кеноби (Рейко Хардин) против Морало Ивала Жертвы: охотники за наживой Балдога, Джаколи, Манту, Онка, Кира Сван, Сикстат и Синрич на Серенно |                                          |                        |                                  |                     |
| Девиз серии: Сильный выживает, благородный преодолевает. |                                          |                        |                                  |                     |
| 4x18 | Crisis on Naboo / Кризис на Набу         | Денни Келлер           | Брент Фридман                    | 1.86                |
| Канцлер, под охраной джедаев, отправляется на Набу присутствовать на Празднике Света. Дуку и его охотники за головами, в том числе и замаскированный Оби-Ван Кеноби, должны захватить высокопоставленного заложника. Дуэли: Энакин Скайуокер против Графа Дуку |                                          |                        |                                  |                     |
| Девиз серии: Доверие — величайший из даров, но его надо заработать. |                                          |                        |                                  |                     |
| 4x19 | Massacre / Резня                         | Стюарт Ли              | Кэти Лукас                       | 1.46                |
| Граф Дуку намерен отомстить Сестрам Ночи с Датомира за предательство. Генерал Гривус начинает массовую атаку дроидов на владеющих магией ведьм. Мать Талзин и Асажж Вентресс, в распоряжении которых находятся тёмные силы, возглавляют оборону. Дуэли: Асажж Вентресс против Гривуса Жертвы: все ночные сестры, включая Карис, Лайс и Старую Даку на Датомире |                                          |                        |                                  |                     |
| Девиз серии: Чтобы удержать будущее, надо отпустить прошлое. |                                          |                        |                                  |                     |
| 4x20 | Bounty / Сокровище                       | Кайл Данливи           | Кэти Лукас                       | 2.07                |
| Находясь в поиске пути, Асажж Вентресс присоединяется к команде охотников за головами во главе с Бобой Феттом. На чужой планете они проверят свои силы и характер Асажж в опасной, но прибыльной миссии. Жертвы: охотник за наживой Окед на Татуине и Майор Ригоссо на Кварците |                                          |                        |                                  |                     |
| Девиз серии: Наша суть — неизменна, наше представление о себе — переменчиво. |                                          |                        |                                  |                     |
| 4x21 | Brothers / Братья                        | Боско ЭнДжи            | Кэти Лукас                       | [ 65 ]              |
| Темный воин Саваж Опресс отправился на поиски своего давно забытого брата. Может ли Дарт Мол быть живым, после ужасной дуэли с Оби-Ваном Кеноби? Саваж отправляется вглубь Внешнего кольца, витая между планет, чтобы выяснить судьбу падшего владыки ситхов. Жертвы: подручный Дарта Мола Морли на Лото-Миноре |                                          |                        |                                  |                     |
| Девиз серии: Поверженный враг может подняться вновь, но враг, примирившийся, действительно побеждён. |                                          |                        |                                  |                     |
| 4x22 | Revenge / Месть                          | Брайан Калин О’Коннелл | Кэти Лукас                       | 2.03                |
| Саваж Опресс и Дарт Мол воссоединились и теперь разыскивают Оби-Вана Кеноби, дабы отомстить ему за сломленную жизнь. Рыцарь-джедай вынужден объединиться с Асажж Вентресс, чтобы защититься от смертоносных братьев. Дуэли: Оби-Ван Кеноби и Асажж Вентресс против Дарта Мола и Саважа Опресса |                                          |                        |                                  |                     |
| Девиз серии: Враг моего врага — мне друг. |                                          |                        |                                  |                     |

### Сезон 5 (2012–13)
| № | Название                                                        | Режиссёр               | Автор сценария  | Зрители в США (млн) |
| --- | --------------------------------------------------------------- | ---------------------- | --------------- | ------------------- |
| 5x01 | Revival / Возрождение                                           | Стюарт Ли              | Крис Коллинз    | 1.94                |
| Саваж Опресс и Дарт Мол продолжают сеять хаос в самых разных уголках галактики. Оби-Ван Кеноби преследует братьев. Дуэли: Оби-Ван-Кеноби и Ади Галлия против Дарта Мола и Саважа Опресса Жертвы: пират-головорез Сабо на орбите Флоррума и магистр Ади Галлия на Флорруме |                                                                 |                        |                 |                     |
| Девиз серии: Силой характера можно преодолеть численное превосходство. |                                                                 |                        |                 |                     |
| 5x02 | A War On Two Fronts / Война на двух фронтах                     | Дейв Филони            | Крис Коллинз    | 1.71                |
| К Конфедерации независимых систем примкнула планета Ондерон. Совет джедаев отправляет на Ондерон Оби-Вана Кеноби, Энакина Скайуокера, Капитана Рекса и Асоку Тано для обучения повстанцев, ведущих борьбу за освобождение планеты. |                                                                 |                        |                 |                     |
| Девиз серии: Страх — это пластичное оружие |                                                                 |                        |                 |                     |
| 5x03 | Front runners / Кандидаты                                       | Дейв Филони            | Крис Коллинз    | 1.75                |
| Проникнув в столицу, повстанцы совершают ряд диверсионных операций. Проявив смекалку и находчивость, лидерам повстанческого движения Стиле и Со Геррера, а также Лаксу Бонтери, удается вывести из строя главную электростанцию города. |                                                                 |                        |                 |                     |
| Девиз серии: Добиваться чего-то, — значит верить в вероятность этого. |                                                                 |                        |                 |                     |
| 5x04 | The Soft War / Мягкая война                                     | Кул Данлиили           | Крис Коллинз    | 1.57                |
| Стила Геррера возглавляет сопротивление. Тем временем король Санджай Раш, ставленник сепаратистов, решает казнить свергнутого короля, Рамсиса Дендапа, тем самым надеясь положить конец сопротивлению. Повстанцы принимают решение спасти истинного короля. Жертвы: солдат-мятежница Доно |                                                                 |                        |                 |                     |
| Девиз серии: Борьба зачастую начинается с правды и заканчивается ею. |                                                                 |                        |                 |                     |
| 5x05 | Tipping Points / Переломный момент                              | Боско ЭнДжи            | Крис Коллинз    | 1.42                |
| Ополчение сплотилось вокруг Рамсиса Дендапа. Получив от графа Дуку подкрепление, король Раш пытается сокрушить повстанцев. На подступах к столице в восточных горах разворачивается ожесточенная битва за будущее Ондерона. Жертвы: лидер повстанцев и родная сестра Со Геррера Стила Геррера и незаконный король Ондерона, подвластный сепаратистам Санджай Раш |                                                                 |                        |                 |                     |
| Девиз серии: Неповиновение — есть требование перемен. |                                                                 |                        |                 |                     |
| 5x06 | The Gathering / Сбор                                            | Кайл Данливи           | Кристиан Тейлор | 1.66                |
| Для шестерых юнлингов наступило время самого главного испытания — Слёта. Вместе с падаваном Асокой Тано они отправляются в храм, на планете Илум. В пещерах планеты каждому из юнлингов предстоит найти свой кристалл — важнейший элемент при создании светового меча. |                                                                 |                        |                 |                     |
| Девиз серии: Обратившись лицом к себе, обретаешь себя. |                                                                 |                        |                 |                     |
| 5x07 | A Test of Strength / Проба сил                                  | Боско ЭнДжи            | Кристиан Тейлор | 1.74                |
| После прохождения испытания на Илуме, юнлинги и Асока летят домой. Однако испытания не закончились, — желая заполучить драгоценные кристаллы, на корабль джедаев нападает алчный пират Хондо Онака и его головорезы. Молодым джедаям предстоит вступить в бой с жестокими пиратами, дабы защитить свои жизни. Дуэли: Асока Тано против Хондо Онаки |                                                                 |                        |                 |                     |
| Девиз серии: Молодых часто недооценивают. |                                                                 |                        |                 |                     |
| 5x08 | Bound for Rescue / На пути спасения                             | Брайан Калин О’Коннелл | Кристиан Тейлор | 1.96                |
| Асока попала в плен к пиратам. Юнлинги решают не ждать помощи от Оби-Вана Кеноби, который был атакован Гривусом, в поврежденном звездолете они направляются к ближайшей планете Флоррум, где расположена база пирата Хондо. Хитростью и отвагой юным джедаям удается освободить своего наставника. |                                                                 |                        |                 |                     |
| Девиз серии: Спасая других, мы спасаем себя. |                                                                 |                        |                 |                     |
| 5x09 | A Necessary Bond / Вынужденный союз                             | Денни Келлер           | Кристиан Тейлор | 1.39                |
| Джедаям не удается покинуть Флоррум, так как их звездолет уничтожен пиратами. В то же время планету захватил безжалостный генерал Гривус. Герои, вынужденные заключить союз с Хондо, пытаются добраться до личного корабля пирата и покинуть планету. Дуэли: Асока Тано против Генерала Гривуса |                                                                 |                        |                 |                     |
| Девиз серии: Выбирай врагов с умом, они могут оказаться твоей последней надеждой. |                                                                 |                        |                 |                     |
| 5x10 | Secret Weapons / Секретное оружие                               | Дени Келлер            | Брент Фридман   | 1.46                |
| Республика перехватила секретное сообщение генерала Гривуса. Однако дешифровщики республиканской разведки не могут вскрыть новый шифровальный код дроидов. Совет джедаев забрасывает на борт вражеского крейсера отряд своих дроидов, под руководством полковника Мибура Гаскона. Их целью является захват шифровального модуля сепаратистов. Жертвы: тактический супердроид A-UTO на его собственном флагмане |                                                                 |                        |                 |                     |
| Девиз серии: Смирение — единственная защита от унижений. |                                                                 |                        |                 |                     |
| 5x11 | A Sunny Day in the Void / Солнечный день в пустыне              | Кайл Данливи           | Брент Фридман   | 1.43                |
| Похитив шифровальный модуль сепаратистов, полковник Гаскон и его отряд дроидов направляются домой. На обратном пути отряд терпит кораблекрушение и оказывается на пустынной планете Абафар. |                                                                 |                        |                 |                     |
| Девиз серии: Когда всё кажется безысходным, истинный герой дарит надежду. |                                                                 |                        |                 |                     |
| 5x12 | Missing In Action / Пропавший без вести                         | Стюарт Ли              | Брент Фридман   | 1.74                |
| После изнурительных поисков отряду удается найти небольшое поселение. Однако для возвращения домой необходимо захватить корабль, находящийся под охраной боевых дроидов. Также герои встречают пропавшего без вести клона-капитана Грегора, потерявшего память и помогают ему вспомнить, кто он. |                                                                 |                        |                 |                     |
| Девиз серии: Самое мощное оружие воина — отвага. |                                                                 |                        |                 |                     |
| 5x13 | Point of No Return / Назад дороги нет                           | Боско ЭнДжи            | Брент Фридман   | 1.47                |
| Сбежав с планеты Абафар, отряд полковника Гаскона обнаруживает на орбите планеты республиканский крейсер. Герои узнают, что крейсер под контролем сепаратистов, а все ангары корабля забиты райдониумом. Позже они встречают BNI-393 и других дроидов-беглецов, которые говорят, что сепаратисты хотят протаранить космическую станцию в системе Карида, а вместе с тем, взорвать весь республиканский флот. Только полковнику и его дроидам под силу остановить корабль-бомбу до того, как он достигнет своей цели. Жертвы: дроиды-астромеханики M5-BZ (погиб в гиперпространстве), R2-D2 (позже восстановлен) и неизвестный тактический супердроид на республиканском крейсере «Слава» на орбите Кариды |                                                                 |                        |                 |                     |
| Девиз серии: Надо доверять другим, иначе успех невозможен. |                                                                 |                        |                 |                     |
| 5x14 | Eminence / Путь к власти                                        | Кайл Данливи           | Крис Коллинз    | 1.85                |
| Дрейфующий корабль Дарта Мола и его брата Саважа Опреса находят бойцы Дозора Смерти, мандалорианской террористической организации. Пре Визсла, лидер Дозора Смерти, желает свергнуть правительницу Мандалора, — герцогиню Сатин, и вернуть Мандалору его воинскую доблесть, отказавшись от идеалов пацифизма. Визсла заключает союз с братьями и они вместе начинают готовить вторжение на Мандалор. Сцена с цензурой: после того, как Саваж обезглавливает лидеров «Чёрного Солнца», план уменьшается, дабы показать обезглавленные трупы лидеров, падающие со стола на пол. Меч Саважа застревает в стене позади трупа Ксомита, видно то, как с его трона падают на пол 2 острых кончика наверху спинки, поэтому Опресс использует Силу ещё раз, дабы притянуть меч. Жертвы: главный лидер преступного синдиката «Чёрное Солнце» Ксомит Грансайт и все другие лидеры на Мустафаре и член Совета Хаттов Оруба Хатт на Нал-Хатте. |                                                                 |                        |                 |                     |
| Девиз серии: Один образ может иметь много интерпретаций. |                                                                 |                        |                 |                     |
| 5x15 | Shades of Reason / Скрытые мотивы                               | Боско ЭнДжи            | Крис Коллинз    | 1.83                |
| Подконтрольные ситхам и Дозору Смерти преступные синдикаты совершают серию нападений на ключевые объекты столицы планеты Мандалор Сандари. Бойцы Дозора обезвреживают преступников, народ проникается к ним симпатией. Воспользовавшись этим Пре Визсла заключает под стражу герцогиню и становится новым премьер-министром. Однако Мол, не желая делиться властью, убивает Визслу в поединке «один-на-один» и назначает подконтрольного политика Алмека премьер-министром. Дуэли: Дарт Мол против Пре Визслы Сцена с цензурой: когда Дарт Мол обезглавил Пре Визслу, сверху плана показывается, как голова Пре Визслы катится по ступенькам лестницы трона на пол во дворце герцогини в Сандари на Мандалоре. Жертвы: лидер Дозора Смерти и член клана Визслы Пре Визсла во дворце герцогини, Сандари, Мандалор. |                                                                 |                        |                 |                     |
| Девиз серии: Союзы способны отвлекать внимание от истинных намерений. |                                                                 |                        |                 |                     |
| 5x16 | The Lawless / Беззаконие                                        | Брайан Калин О’Коннелл | Крис Коллинз    | 1.86                |
| Посвящается памяти Йена Эберкромби. Захватив власть на Мандалоре, Дарт Мол как никогда близок к созданию криминальной империи. На помощь пленённой герцогине Сатин прибывает Оби-Ван Кеноби, однако и он попадает в плен к братьям. Мол удовлетворяет свою жажду мести убивая на глазах у Оби-Вана его подругу Сатин. Мятежные бойцы Дозора Смерти помогают Кеноби бежать. Тем временем на планету тайно пребывает Дарт Сидиус. Вступив в бой с братьями, он убивает Саважа и пленит Мола. Дуэли: Дарт Мол и Саваж Опресс против Дарта Сидиуса Жертвы: бывшая герцогиня Мандалора Сатин Крайз, и брат Дарта Мола и его неформальный ученик Саваж Опресс во дворце герцогини, Сандари, Мандалор |                                                                 |                        |                 |                     |
| Девиз серии: Мораль отличает героев от злодеев. |                                                                 |                        |                 |                     |
| 5x17 | Sabotage / Саботаж                                              | Брайан Калин О’Коннелл | Чарльз Мюррей   | 2.02                |
| Теракт в Храме джедаев. Совет поручает Энакину Скайуокеру и Асоке Тано расследовать подлое преступление. Джедаям удается выйти на след и задержать исполнителя теракта — Летту Тармонд, жену одного из сотрудников, обслуживающих храм. |                                                                 |                        |                 |                     |
| Девиз серии: Порой даже малейшее сомнение способно подорвать великую веру. |                                                                 |                        |                 |                     |
| 5x18 | The Jedi Who Knew Too Much / Джедай, который слишком много знал | Дени Келлер            | Чарльз Мюррей   | 1.64                |
| Заключенная Летта Тармонд требует встречи с Асокой. В камере, оставшись наедине, Летта рассказывает Асоке, что теракт был организован одним из джедаев, однако она не успевает произнести его имя. Летту убивают при помощи удушения силой, со стороны это выглядит так, будто Асока душит её. Клоны арестовывают Асоку Тано. Поняв, что никто, кроме Энакина не верит в её невиновность, она бежит из тюрьмы. Жертвы: жена-террористка одного из сотрудников Храма, Джокара Боумани, Летта Тармонд в Республиканской военной тюрьме на Корусанте |                                                                 |                        |                 |                     |
| Девиз серии: Отвага начинается с веры в себя. |                                                                 |                        |                 |                     |
| 5x19 | To Catch A Jedi / Поймать джедая                                | Кайл Данливи           | Чарльз Мюррей   | 2.06                |
| Став жертвой подставы, Асока пускается в бега. Она решает выяснить правду и доказать свою невиновность собственными силами. Ей удается уговорить охотницу за наживой Асажж Вентресс помочь ей в поисках истинного организатора теракта. Подруга Асоки, джедай Баррисс Оффи, передает ей координаты заброшенного оружейного склада, где якобы находится ключ к разгадке. На складе Асока подвергается нападению неизвестного джедая, лицо которого скрыто шлемом Вентресс. Проиграв битву, Асока была схвачена клонами. Дуэли: Асока Тано против Баррисс Оффи (замаскированной под Асажж Вентресс) |                                                                 |                        |                 |                     |
| Девиз серии: Никогда не отчаивайся до такой степени, чтобы доверять сомнительному. |                                                                 |                        |                 |                     |
| 5x20 | The Wrong Jedi / Не тот джедай                                  | Дейв Филони            | Чарльз Мюррей   | 2.18                |
| Совет исключает Асоку Тано из Ордена джедаев и предает её Суду Республики. Асока уверена, что её подставила Вентресс. Энакин Скайуокер находит и допрашивает Вентресс. С её слов он узнает о том, что незадолго до ареста Асока общалась с Баррисс Оффи. Наведавшись к Баррисс, джедай разоблачает её и вступает в дуэль. Победив, Энакин Скайуокер приводит её в суд, где предательница сознается в своем преступлении. Совет извиняется перед Асокой и предлагает ей вернуться в Орден. Не в силах простить недавние обвинения, Асока отказывается от предложения и покидает Орден джедаев, следуя своим путём. Дуэли: Энакин Скайуокер против Баррисс Оффи |                                                                 |                        |                 |                     |
| Девиз серии: Никогда не теряй надежду, даже в самые мрачные моменты жизни. |                                                                 |                        |                 |                     |

### Сезон 6 (2014)
Релиз 6 сезона состоялся на Netflix 7 марта 2014 года. Премьера состоялась в Германии 15 февраля 2014 года на Super RTL.
Он стал последим сезоном сериала перед его возрождением в 2019 году.
| № | Название                                         | Режиссёр               | Автор сценария      |
| --- | ------------------------------------------------ | ---------------------- | ------------------- |
| 6x01 | The Unknown / Неизвестность                      | Боско ЭнДжи            | Кэти Лукас          |
| В разгар битвы за Ринго-Винду, солдат-клон Тап, подвергнувшись странному внушению, совершает убийство мастера-джедая Типлар. Республиканцы решают отправить солдата на Камино, для изучения причин его помешательства. Опасаясь раскрытия коварных замыслов, граф Дуку приказывает адмиралу Тренчу похитить клона. Атаковав корабль с Тапом, дроиды везут его к Дуку, но Энакин Скайуокер, Рекс и Файфс пресекли побег, и повезли Тапа на Камино. Жертвы: мастер-джедай Типлар на Ринго-Винде |                                                  |                        |                     |
| Девиз серии: Принять правду о себе всегда тяжелее всего. |                                                  |                        |                     |
| 6x02 | Conspiracy / Заговор                             | Брайан Калин О’Коннелл | Кэти Лукас          |
| Клон Тап проходит медицинское обследование в стерильных лабораториях Камино, чтобы найти мотивы его шокирующей атаки на мастера-джедаи. Исследовав друга, Файвс находит секретный чип в его голове, как и в своей. Жертвы: клон-солдат Тап на Камино |                                                  |                        |                     |
| Девиз серии: Мудрым чужое мнение на пользу. |                                                  |                        |                     |
| 6x03 | Fugitive / Беглец                                | Денни Келлер           | Кэти Лукас          |
| Тело Тапа отправляют на Корусант, где его тело должно быть осмотрено личным врачом канцлера. Файвс также исследует этот вопрос и обнаруживает, что модифицированный код был скрыт в умах всех клонов. |                                                  |                        |                     |
| Девиз серии: Когда сомневаешься, обратись к источнику. |                                                  |                        |                     |
| 6x04 | Orders / Приказы                                 | Кайл Данливи           | Кэти Лукас          |
| Стремясь найти больше ответов на вопросы об убийстве, Файвс пытается лично поговорить с канцлером Палпатином, но тот обвиняет его в покушение на себя, и даёт гвардии расстрелять единственного, кто знает о чипах. Жертвы: ЭРК-солдат Файфс на Корусанте |                                                  |                        |                     |
| Девиз серии: Распространённое убеждение не всегда верно. |                                                  |                        |                     |
| 6x05 | An Old Friend / Старый друг                      | Брайан Калин О’Коннелл | Кристиан Тейлор     |
| Раш Кловис связывается с Падме Амидалой с просьбой о помощи. Выступив против коррупции на своей планете, Кловис теперь стал мишенью охотника за головами Эмбо. Вместе с Падме он теперь пытается покинуть свою планету и получить помощь. Жертвы: служанка Падме Текла Миннау на Скипио |                                                  |                        |                     |
| Девиз серии: Любить — значит доверять. Доверять — значит верить. |                                                  |                        |                     |
| 6x06 | The Rise of Clovis / Триумф Кловиса              | Дени Келлер            | Кристиан Тейлор     |
| Вернувшись на Корусант, Кловис совершает сомнительную сделку, чтобы стать лидером своего клана, который глубоко погряз в коррупции. Энакин не доверяет Кловису, вызывая напряженность в отношениях с Падме. |                                                  |                        |                     |
| Девиз серии: Ревность приводит к хаосу. |                                                  |                        |                     |
| 6x07 | Crisis at the Heart / Кризис в сердце            | Стюарт Ли              | Кристиан Тейлор     |
| Кловис «справляется с сепаратистами» и, следовательно, провоцирует войну на Сципио, тем самым провоцируя Республику на вмешательство и, в конечном счете, выиграв битву. Жертвы: клон-командир гвардии Корусанта Торн, сенатор сепаратистов Бек Лавис и бывший сенатор Республики и предатель Раш Кловис на Скипио |                                                  |                        |                     |
| Девиз серии: Обман — оружие жадных. |                                                  |                        |                     |
| 6x08 | The Disappeared, Part I / Исчезнувшая, часть I   | Стюарт Ли              | Джонатан У. Ринцлер |
| Мирному миру Бардотта угрожает древнее пророчество. С тех пор, как все духовные лидеры исчезли, народ Бардотты попросили сенат помочь. Джа Джа Бинкс и Мейс Винду отправляются на Бардотту. |                                                  |                        |                     |
| Девиз серии: Без тьмы не бывает света. |                                                  |                        |                     |
| 6x09 | The Disappeared, Part II / Исчезнувшая, часть II | Боско ЭнДжи            | Джонатан У. Ринцлер |
| Чтобы исполнить тёмное пророчество, таинственный культ похищает королеву планеты Бардотта. Теперь мастер-джедай Мейс Винду и представитель Сената Джа Джа Бинкс должны сделать все, чтобы остановить культ — его проповедует призрак Матери Талзин, сестра ночи. Если они потерпят неудачу, культ может развязать ужасную войну. Дуэли: Мейс Винду против Матери Талзин Жертвы: лидер Клана Франгала на неизвестной планете |                                                  |                        |                     |
| Девиз серии: Мудрыми бывают не только мудрецы, но и глупцы. |                                                  |                        |                     |
| 6x10 | The Lost One / Потерянный                        | Брайан Калин О’Коннелл | Кристиан Тейлор     |
| Мастер-джедай Сайфо-Диас несколько лет назад умер при загадочных обстоятельствах. Когда тайная миссия джедаев случайно находит его световой меч, Энакин Скайуокер, Оби-Ван Кеноби и Мастер Йода снова расследуют смерть Сайфо-Диаса. Чтобы они не раскрывали заговор ситхов, Дарт Сидиус приказывает Дуку стереть все следы, связанные с убийством мастера. Это успешно работает, и Дуку ускользает вскоре после того, как Оби-Ван и Энакин узнают, что он был тем, кто убил Диаса под его псевдонимом Ситха «Дарт Тиранус». Дуэли: Энакин Скайуокер и Оби-Ван Кеноби против Графа Дуку Жертвы: советник бывшего канцлера Финиса Валорума Силман и предводитель Синдиката пайков Лом на Оба-Диа |                                                  |                        |                     |
| Девиз серии: Потерянное нередко находится. |                                                  |                        |                     |
| 6x11 | Voices / Голоса                                  | Денни Келлер           | Кристиан Тейлор     |
| Йода глубоко расстроен, когда он слышит голос своего покойного друга Квай-Гон Джинна в его голове, потому что он знает, что даже джедай не может говорить с живыми. Совет Джедаев обеспокоен поведением Йоды и хочет изучить его дальше. Но с помощью Энакина Йода бежит из больницы, и намеревается найти источник голоса сам. |                                                  |                        |                     |
| Девиз серии: Безумие порой может стать дорогой к истине. |                                                  |                        |                     |
| 6x12 | Destiny / Судьба                                 | Кайл Данливи           | Кристиан Тейлор     |
| Руководствуясь Силой, Йода отправляется в самое сердце галактики. Там, на планете, где находится место Силы, он должен столкнуться с трудными испытаниями. Только после их прохождения мудрецы посчитают его достойным изучения глубочайших тайн Силы. |                                                  |                        |                     |
| Девиз серии: Смерть − это только начало. |                                                  |                        |                     |
| 6x13 | Sacrifice / Жертва                               | Стюарт Ли              | Кристиан Тейлор     |
| На Коррибане, планете Ситхов, пришло время для Йоды пройти свой последний тест. В это время Дарт Сидиус призывает графа Дуку, после чего дуэт планирует сломать Йоду через образ конфронтации между лордами Ситхов и Йодой вместе с Скайуокером. Йода должен выбрать: спасти Скайуокера или победить Сидиуса. |                                                  |                        |                     |
| Девиз серии: Взглянув своим страхам в лицо, освобождаешься от себя. |                                                  |                        |                     |

### Сезон 7 (2020)
19 июля 2018 года Lucasfilm объявил на San Diego Comic-Con, что будет снято ещё 12 новых эпизодов, которые будут выпущены на сервисе Disney+.
| № | Название                                                 | Режиссёр                        | Автор сценария                              |
| --- | -------------------------------------------------------- | ------------------------------- | ------------------------------------------- |
| 7x01 | The Bad Batch / Бракованная партия                       | Кайл Данливи                    | Мэтт Мичноветц и Брент Фридман              |
| Рекс, Коди и Отряд клонов 99, нестандартная элитная группа, также известная как Бракованная партия, ищут возможность восстановить эффективность стратегии Республики против адмирала Тренча. Но внезапно открывается неожиданная правда… |                                                          |                                 |                                             |
| Девиз серии: Битвы заканчиваются, но герои продолжают жить. |                                                          |                                 |                                             |
| 7x02 | A Distant Echo / Эхо вдалеке                             | Стюарт Ли                       | Мэтт Мичноветц, Дейв Филони и Брент Фридман |
| Заговор! После неоднократных неудач на планете Анаксис, элитный отряд клонов развернут, чтобы исследовать тактическое преимущество Сепаратистов. Это специальное подразделение, известное как «Бракованная партия», проникает в кибер-центр адмирала Тренча, чтобы украсть стратегический алгоритм, способный предсказывать каждый шаг Республики. То, что нашли наши герои, было жизненным сигналом от ЭРК-солдата, известного как Эхо, клона, которого долгое время считали мертвым... |                                                          |                                 |                                             |
| Девиз серии: Войны выигрываются не превосходящим оружием, а превосходящей стратегией. |                                                          |                                 |                                             |
| 7x03 | On the Wings of Keeradaks / На крыльях Кирадаков         | Боско ЭнДжи                     | Мэтт Мичноветц и Брент Фридман              |
| В ловушке! Во время несанкционированной миссии по спасению ЭРК-солдата «Эхо», генерал Скайуокер, капитан Рекс и «Бракованная партия» отправились на Малый Скако, штаб-квартиру Техносоюза. После мучительной встречи с местными жителями наши герои проникают в город Пурколл, но попали в окружение сил Уота Тамбора... |                                                          |                                 |                                             |
| Девиз серии: В войне нет такого понятия, как нейтралитет. |                                                          |                                 |                                             |
| 7x04 | Unfinished Business / Незаконченное дело                 | Брайан Калин О’Коннелл          | Мэтт Мичноветц и Брент Фридман              |
| Заполучив информацию о стратегии сепаратистов, Республика планирует нанести решающий удар по силам Империи в битве за Анаксис. Ситуация вновь объединяет Рекса, Бракованную Партию и Энакина Скайуокера, которые могут сыграть значительную роль в ходе сражения. Но стоит ли доверять информации от Эхо, который так долго находился в плену у врага? Жертвы: адмирал Тренч на борту собственного флагмана на орбите Анаксиса                                                           |                                                          |                                 |                                             |
| Девиз серии: Учись у прошлого, но живи для будущего. |                                                          |                                 |                                             |
| 7x05 | Gone with a Trace / Вниз, к звездам                      | Сол Руис и Кайл Данливи         | Дейв Филони и Чарльз Мюррей                 |
| Таинственная поломка спидера Асоки приводит героиню в подземный мир Корусанта. Здесь она встречает Трейс из близлежащего ремонтного дока, которая предлагает свою помощь в починке транспорта, но стоит ли Тано доверять новой знакомой? Ситуация обостряется, когда в гараже появляются кредиторы гостеприимной женщины, и Асоке приходится вмешаться в их разговор. |                                                          |                                 |                                             |
| Девиз серии: Когда не видишь перед собой пути, проложи собственный. |                                                          |                                 |                                             |
| 7x06 | Deal No Deal / Сделка без сделки                         | Натаниэл Вильянуэва и Стюарт Ли | Дейв Филони и Чарльз Мюррей                 |
| Со временем Трейс и Асока начинают сближаться, и Тано становится известен большой секрет сестер Мартес. Неожиданно для героини новые знакомые втягивают ее в опасное приключение, которое включает пересечение военной зоны, далекое путешествие и столкновение с преступными синдикатами галактики. Сможет ли Асока справиться с ситуацией и вовремя использовать Силу? |                                                          |                                 |                                             |
| Девиз серии: Ошибка - это ценный урок, усвоенный слишком поздно. |                                                          |                                 |                                             |
| 7x07 | Dangerous Debt / Опасный долг                            | Сол Руис и Боско ЭнДжи          | Дейв Филони и Чарльз Мюррей                 |
| Пребывая в заключении синдиката Пайк на планете Оба Диа, сестры Мартэс и Асока Тано продолжают спорить о решениях, которые привели их в тюремную камеру. Когда Асока намекает на свои способности, Рафа рассказывает героине историю, из-за которой сестры недолюбливают джедаев. Узнав правду, Асока решает спасти девушек любой ценой. |                                                          |                                 |                                             |
| Девиз серии: Прошлое не обязано определять твое настоящее. |                                                          |                                 |                                             |
| 7x08 | Together Again / Снова вместе                            | Натаниэл Вильянуэва             | Дейв Филони и Чарльз Мюррей                 |
| Асока и сестры Мартэс разрабатывают новый план побега, но у Тано есть еще одна идея: она добровольно остается в заключении в обмен на свободу для подруг. В это время за цитаделью следят три мандалорца. Снова оказавшись на своем корабле, Рафа и Трэйс в свою очередь решают помочь Тано, но удастся ли сестрам провернуть операцию в одиночку? |                                                          |                                 |                                             |
| Девиз серии: Можно изменить себя, но от себя не сбежать никогда. |                                                          |                                 |                                             |
| 7x09 | Old Friends Not Forgotten / О старых друзьях не забывают | Сол Руис                        | Дейв Филони                                 |
| Когда осада генерала Гривуса начинает зажимать героев в тиски, Совет Джедаев отправляет посланников за помощью на другие планеты. В это время Оби-Ван Кеноби и Энакин Скайуокер руководят обороной, но неожиданное радиосообщение заставляет их обратить свое внимание на другую важную задачу. Сможет ли Асока Тано с помощью друзей довести дело до конца? |                                                          |                                 |                                             |
| Девиз серии: - |                                                          |                                 |                                             |
| 7x10 | The Phantom Apprentice / Скрытый ученик                  | Натаниэл Вильянуэва             | Дейв Филони                                 |
| Наступает время решающей битвы, и Асоке Тано, пережившей непростое приключение вдали от друзей, предстоит вести армию клонов Республики против сил Мола на Мандалоре. Удастся ли героине в очередной раз проявить себя и оправдать надежды командования? В это время Мол начинает ощущать приближение хаоса и продумывает способы остаться в живых. Дуэль: Асока Тано против Мола Жертвы: премьер-министр Алмек в тюрьме Сандари, Мандалор                                               |                                                          |                                 |                                             |
| Девиз серии: - |                                                          |                                 |                                             |
| 7x11 | Shattered/ Осколки                                       | Сол Руис                        | Дейв Филони                                 |
| Войскам 501-го легиона под командованием Асоки и коммандера Рекса удается схватить Мола, что приводит к окончанию осады Мандалора. Совет Джедаев приказывает Асоке вести Мола на Корусант и сообщает ей новость о сражении на Утапау. В это же время, Палпатин связывается со всеми клонами, в том числе с Рексом, и отдает следующий приказ: "Выполнить Приказ 66"... |                                                          |                                 |                                             |
| Девиз серии: - |                                                          |                                 |                                             |
| 7x12 | Victory and Death/ Победа и смерть                       | Натаниэл Вильянуэва             | Дейв Филони                                 |
| Асока и Рекс заперты в медицинском блоке Звездного Разрушителя, и героям предстоит разработать план, как сбежать. В это время Мол проникает в зал гипердвигателя, убивая всех встречных штурмовиков. Герои каждый по-своему прокладывают путь по кораблю, но в итоге встреча добра и зла в лице Асоки Тано и Мола оказывается неизбежна. Жертвы: клоны 501 легиона, включая Джесси |                                                          |                                 |                                             |
| Девиз серии: - |                                                          |                                 |                                             |

## Правильный хронологический порядок серий
Многие эпизоды мультсериала, особенно в первых трёх сезонах, выходили в неправильной хронологии событий. 17 марта 2014 года, в знак приобретения всех серий Netflix, компания Lucasfilm Animation выпустила официальный хронологический порядок всех эпизодов.
| № серии | № арки | Сезон                                        | Эпизод                                   | Название серии                                                   | Год    |
| ------- | ------ | -------------------------------------------- | ---------------------------------------- | ---------------------------------------------------------------- | ------ |
| 1       | 1      | 2                                            | 16                                       | Cat and Mouse / Кошки — мышки                                    | 22 ДБЯ |
| 2       | 1      | 1                                            | 16                                       | The Hidden Enemy / Скрытый враг                                  | 22 ДБЯ |
| 3       | 2      | Войны клонов (полнометражный мультфильм)     | Войны клонов (полнометражный мультфильм) | The New Padawan / Новый падаван                                  | 22 ДБЯ |
| 4       | 2      | Войны клонов (полнометражный мультфильм)     | Войны клонов (полнометражный мультфильм) | Castle of Deception / Замок обмана                               | 22 ДБЯ |
| 5       | 2      | Войны клонов (полнометражный мультфильм)     | Войны клонов (полнометражный мультфильм) | Castle of Doom / Замок гибели                                    | 22 ДБЯ |
| 6       | 2      | Войны клонов (полнометражный мультфильм)     | Войны клонов (полнометражный мультфильм) | Castle of Salvation / Замок спасения                             | 22 ДБЯ |
| 7       | 3      | 3                                            | 1                                        | Clone Cadets / Клоны — кадеты                                    | 22 ДБЯ |
| 8       | 4      | 3                                            | 3                                        | Supply Lines / Линии снабжения                                   | 22 ДБЯ |
| 9       | 4      | 1                                            | 1                                        | Ambush / Засада                                                  | 22 ДБЯ |
| 10      | 5      | 1                                            | 2                                        | Rising Malevolence / Становление «Зловещего»                     | 22 ДБЯ |
| 11      | 5      | 1                                            | 3                                        | Shadow of Malevolence / Тень «Зловещего»                         | 22 ДБЯ |
| 12      | 5      | 1                                            | 4                                        | Destroy Malevolence / Конец «Зловещего»                          | 22 ДБЯ |
| 13      | 6      | 1                                            | 5                                        | Rookies / Новобранцы                                             | 22 ДБЯ |
| 14      | 7      | 1                                            | 6                                        | Downfall of a Droid / Провал дроида                              | 22 ДБЯ |
| 15      | 7      | 1                                            | 7                                        | Duel of the Droids / Дуэль дроидов                               | 22 ДБЯ |
| 16      | 8      | 1                                            | 8                                        | Bombad Jedi / Бомбад джедай                                      | 22 ДБЯ |
| 17      | 8      | 1                                            | 9                                        | Cloak of Darkness / Под покровом тьмы                            | 21 ДБЯ |
| 18      | 8      | 1                                            | 10                                       | Lair of Grievous / Логово Гривуса                                | 21 ДБЯ |
| 19      | 9      | 1                                            | 11                                       | Dooku Captured / Захваченный Дуку                                | 21 ДБЯ |
| 20      | 9      | 1                                            | 12                                       | The Gungan General / Генерал гунган                              | 21 ДБЯ |
| 21      | 10     | 1                                            | 13                                       | Jedi Crash / Крушение джедаев                                    | 21 ДБЯ |
| 22      | 10     | 1                                            | 14                                       | Defenders of Peace / Хранители мира                              | 21 ДБЯ |
| 23      | 11     | 1                                            | 15                                       | Trespass / Нарушение границ                                      | 21 ДБЯ |
| 24      | 12     | 1                                            | 17                                       | Blue Shadow Virus / Вирус «Голубая тень»                         | 21 ДБЯ |
| 25      | 12     | 1                                            | 18                                       | Mystery of a Thousand Moons / Тайна тысячи лун                   | 21 ДБЯ |
| 26      | 13     | 1                                            | 19                                       | Storm Over Ryloth / Буря над Рилотом                             | 21 ДБЯ |
| 27      | 13     | 1                                            | 20                                       | Innocents of Ryloth / Невинные жертвы Рилота                     | 21 ДБЯ |
| 28      | 13     | 1                                            | 21                                       | Liberty on Ryloth / Освобождение Рилота                          | 21 ДБЯ |
| 29      | 14     | 2                                            | 1                                        | Holocron Heist / Похищение голокрона                             | 21 ДБЯ |
| 30      | 14     | 2                                            | 2                                        | Cargo of Doom / Гибельный груз                                   | 21 ДБЯ |
| 31      | 14     | 2                                            | 3                                        | Children of the Force / Дети Силы                                | 21 ДБЯ |
| 32      | 15     | 2                                            | 17                                       | Bounty Hunters / Охотники за головами                            | 21 ДБЯ |
| 33      | 16     | 2                                            | 18                                       | The Zillo Beast / Зверь Зилло                                    | 21 ДБЯ |
| 34      | 16     | 2                                            | 19                                       | The Zillo Beast Strikes Back / Зверь Зилло наносит ответный удар | 21 ДБЯ |
| 35      | 17     | 2                                            | 4                                        | Senate Spy / Шпион из Сената                                     | 21 ДБЯ |
| 36      | 17     | 2                                            | 5                                        | Landing at Point Rain / Высадка на дождливую землю               | 21 ДБЯ |
| 37      | 17     | 2                                            | 6                                        | Weapons Factory / Оружейная фабрика                              | 21 ДБЯ |
| 38      | 17     | 2                                            | 7                                        | Legacy of Terror / Наследие террора                              | 21 ДБЯ |
| 39      | 17     | 2                                            | 8                                        | Brain Invaders / Мозговые захватчики                             | 21 ДБЯ |
| 40      | 18     | 2                                            | 9                                        | Grievous Intrigue / Интриги Гривуса                              | 21 ДБЯ |
| 41      | 18     | 2                                            | 10                                       | The Deserter / Дезертир                                          | 21 ДБЯ |
| 42      | 19     | 2                                            | 20                                       | Death Trap / Смертельная ловушка                                 | 21 ДБЯ |
| 43      | 19     | 2                                            | 21                                       | R2 Come Home / R2, лети домой!                                   | 21 ДБЯ |
| 44      | 19     | 2                                            | 22                                       | Lethal Trackdown / Смертельные поиски                            | 21 ДБЯ |
| 45      | 20     | 2                                            | 12                                       | The Mandalore Plot / Мандалорский заговор                        | 21 ДБЯ |
| 46      | 20     | 2                                            | 13                                       | Voyage of Temptation / Рейс искушений                            | 21 ДБЯ |
| 47      | 20     | 2                                            | 14                                       | Duchess of Mandalore / Мандалорская герцогиня                    | 21 ДБЯ |
| 48      | 21     | 3                                            | 7                                        | The Assassin / Убийца                                            | 21 ДБЯ |
| 49      | 21     | 3                                            | 8                                        | Evil Plans / Зловещие планы                                      | 21 ДБЯ |
| 50      | 22     | 1                                            | 22                                       | Hostage Crisis / Кризис с заложниками                            | 21 ДБЯ |
| 51      | 22     | 3                                            | 9                                        | Hunt for Ziro / Охота на Зиро                                    | 21 ДБЯ |
| 52      | 23     | 3                                            | 5                                        | Corruption / Коррупция                                           | 21 ДБЯ |
| 53      | 23     | 3                                            | 6                                        | The Academy / Академия                                           | 21 ДБЯ |
| 54      | 24     | 3                                            | 7                                        | The Assassin / Убийца                                            | 21 ДБЯ |
| 55      | 25     | 3                                            | 2                                        | ARC Troopers / ЭРК-солдаты                                       | 21 ДБЯ |
| 56      | 26     | 3                                            | 4                                        | Sphere of Influence / Сфера влияния                              | 21 ДБЯ |
| 57      | 27     | 3                                            | 10                                       | Heroes on Both Sides / Герои на обеих сторонах                   | 21 ДБЯ |
| 58      | 27     | 3                                            | 11                                       | Pursuit of Peace / Стремление к миру                             | 21 ДБЯ |
| 59      | 27     | 2                                            | 15                                       | Senate Murders / Убийства в Сенате                               | 21 ДБЯ |
| 60      | 28     | 3                                            | 12                                       | Nightsisters / Сестры Ночи                                       | 20 ДБЯ |
| 61      | 28     | 3                                            | 13                                       | Monster / Монстр                                                 | 20 ДБЯ |
| 62      | 28     | 3                                            | 14                                       | Witches of the Mist / Ведьмы из тумана                           | 20 ДБЯ |
| 63      | 29     | 3                                            | 15                                       | Overlords / Повелители Силы                                      | 20 ДБЯ |
| 64      | 29     | 3                                            | 16                                       | Altar of Mortis / Алтарь Мортиса                                 | 20 ДБЯ |
| 65      | 29     | 3                                            | 17                                       | Ghosts of Mortis / Призраки Мортиса                              | 20 ДБЯ |
| 66      | 30     | 3                                            | 18                                       | The Citadel / «Цитадель»                                         | 20 ДБЯ |
| 67      | 30     | 3                                            | 19                                       | Counter Attack / Контратака                                      | 20 ДБЯ |
| 68      | 30     | 3                                            | 20                                       | Citadel Rescue / Спасение из «Цитадели»                          | 20 ДБЯ |
| 69      | 31     | 3                                            | 21                                       | Padawan Lost / Пропавший падаван                                 | 20 ДБЯ |
| 70      | 31     | 3                                            | 22                                       | Wookiee Hunt / Охота на вуки                                     | 20 ДБЯ |
| 71      | 32     | 4                                            | 1                                        | Water War / Водная война                                         | 20 ДБЯ |
| 72      | 32     | 4                                            | 2                                        | Gungan Attack / Атака гунганов                                   | 20 ДБЯ |
| 73      | 32     | 4                                            | 3                                        | Prisoners / Захваченные                                          | 20 ДБЯ |
| 74      | 33     | 4                                            | 4                                        | Shadow Warrior / Воин тени                                       | 20 ДБЯ |
| 75      | 34     | 4                                            | 5                                        | Mercy Mission / Миссия милосердия                                | 20 ДБЯ |
| 76      | 34     | 4                                            | 6                                        | Nomad Droids / Странствующие дроиды                              | 20 ДБЯ |
| 77      | 35     | 4                                            | 7                                        | Darkness on Umbara / Тьма на Умбаре                              | 20 ДБЯ |
| 78      | 35     | 4                                            | 8                                        | The General / Генерал                                            | 20 ДБЯ |
| 79      | 35     | 4                                            | 9                                        | Plan of Dissent / План несогласных                               | 20 ДБЯ |
| 80      | 35     | 4                                            | 10                                       | Carnage of Krell / Резня Крелла                                  | 20 ДБЯ |
| 81      | 36     | 4                                            | 11                                       | Kidnapped / Похищенные                                           | 20 ДБЯ |
| 82      | 36     | 4                                            | 12                                       | Slaves of the Republic / Рабы Республики                         | 20 ДБЯ |
| 83      | 36     | 4                                            | 13                                       | Escape from Kadavo / Побег c Кадаво                              | 20 ДБЯ |
| 84      | 37     | 4                                            | 14                                       | A Friend in Need / Друг в беде                                   | 20 ДБЯ |
| 85      | 38     | 4                                            | 15                                       | Deception / Обман                                                | 20 ДБЯ |
| 86      | 38     | 4                                            | 16                                       | Friends and Enemies / Друзья и враги                             | 20 ДБЯ |
| 87      | 38     | 4                                            | 17                                       | The Box / Куб                                                    | 20 ДБЯ |
| 88      | 38     | 4                                            | 18                                       | Crisis on Naboo / Кризис на Набу                                 | 20 ДБЯ |
| 89      | 39     | 4                                            | 19                                       | Massacre / Резня                                                 | 20 ДБЯ |
| 90      | 39     | 4                                            | 20                                       | Bounty / Сокровище                                               | 20 ДБЯ |
| 91      | 40     | 4                                            | 21                                       | Brothers / Братья                                                | 20 ДБЯ |
| 92      | 40     | 4                                            | 22                                       | Revenge / Месть                                                  | 20 ДБЯ |
| 93      | 41     | 5                                            | 2                                        | A War On Two Fronts / Война на двух фронтах                      | 20 ДБЯ |
| 94      | 41     | 5                                            | 3                                        | Front Runners / Кандидаты                                        | 20 ДБЯ |
| 95      | 41     | 5                                            | 4                                        | The Soft War / Мягкая война                                      | 20 ДБЯ |
| 96      | 41     | 5                                            | 5                                        | Tipping Points / Переломный момент                               | 20 ДБЯ |
| 97      | 42     | 5                                            | 6                                        | The Gathering / Сбор                                             | 20 ДБЯ |
| 98      | 42     | 5                                            | 7                                        | A Test of Strength / Проба сил                                   | 20 ДБЯ |
| 99      | 42     | 5                                            | 8                                        | Bound for Rescue / Спасти любой ценой                            | 20 ДБЯ |
| 100     | 42     | 5                                            | 9                                        | A Necessary Bond / Вынужденный союз                              | 20 ДБЯ |
| 101     | 43     | 5                                            | 10                                       | Secret Weapons / Секретное оружие                                | 20 ДБЯ |
| 102     | 43     | 5                                            | 11                                       | A Sunny Day in the Void / Солнечный день в пустыне               | 20 ДБЯ |
| 103     | 43     | 5                                            | 12                                       | Missing In Action / Пропавший без вести                          | 20 ДБЯ |
| 104     | 43     | 5                                            | 13                                       | Point of No Return / Назад дороги нет                            | 20 ДБЯ |
| 105     | 44     | 5                                            | 1                                        | Revival / Возрождение                                            | 19 ДБЯ |
| 106     | 44     | 5                                            | 14                                       | Eminence / Путь к власти                                         | 19 ДБЯ |
| 107     | 44     | 5                                            | 15                                       | Shades of Reason / Скрытые мотивы                                | 19 ДБЯ |
| 108     | 44     | 5                                            | 16                                       | The Lawless / Беззаконие                                         | 19 ДБЯ |
| 109     | 45     | 5                                            | 17                                       | Sabotage / Саботаж                                               | 19 ДБЯ |
| 110     | 45     | 5                                            | 18                                       | The Jedi Who Knew Too Much / Джедай, который слишком много знал  | 19 ДБЯ |
| 111     | 45     | 5                                            | 19                                       | To Catch A Jedi / Схватить джедая                                | 19 ДБЯ |
| 112     | 45     | 5                                            | 20                                       | The Wrong Jedi / Не тот джедай                                   | 19 ДБЯ |
| 113     | 46     | 6                                            | 1                                        | The Unknown / Неизвестность                                      | 19 ДБЯ |
| 114     | 46     | 6                                            | 2                                        | Conspiracy / Заговор                                             | 19 ДБЯ |
| 115     | 46     | 6                                            | 3                                        | Fugitive / Беглец                                                | 19 ДБЯ |
| 116     | 46     | 6                                            | 4                                        | Orders / Приказы                                                 | 19 ДБЯ |
| 117     | 47     | 6                                            | 5                                        | An Old Friend / Старый друг                                      | 19 ДБЯ |
| 118     | 47     | 6                                            | 6                                        | The Rise of Clovis / Триумф Кловиса                              | 19 ДБЯ |
| 119     | 47     | 6                                            | 7                                        | Crisis at the Heart / Кризис в сердце                            | 19 ДБЯ |
| 120     | 48     | 6                                            | 8                                        | The Disappeared, Part I / Исчезнувшая. Часть I                   | 19 ДБЯ |
| 121     | 48     | 6                                            | 9                                        | The Disappeared, Part II / Исчезнувшая. Часть II                 | 19 ДБЯ |
| 122     | 49     | 6                                            | 10                                       | The Lost One / Потерянный                                        | 19 ДБЯ |
| 123     | 49     | 6                                            | 11                                       | Voices / Голоса                                                  | 19 ДБЯ |
| 124     | 49     | 6                                            | 12                                       | Destiny / Судьба                                                 | 19 ДБЯ |
| 125     | 49     | 6                                            | 13                                       | Sacrifice / Жертва                                               | 19 ДБЯ |
| 126     | 50     | Кризис кристалла на Утапау (сырые аниматики) | 1                                        | A Death on Utapau / Смерть на Утапау                             | 19 ДБЯ |
| 127     | 50     | Кризис кристалла на Утапау (сырые аниматики) | 2                                        | In Search of the Crystal / В поисках кристалла                   | 19 ДБЯ |
| 128     | 50     | Кризис кристалла на Утапау (сырые аниматики) | 3                                        | Crystal Crisis / Кризис кристалла                                | 19 ДБЯ |
| 129     | 50     | Кризис кристалла на Утапау (сырые аниматики) | 4                                        | The Big Bang / Большой взрыв                                     | 19 ДБЯ |
| 130     | 51     | Ученик тьмы (первая половина романа)         | Ученик тьмы (первая половина романа)     | Lethal Alliance / Смертельный альянс                             | 19 ДБЯ |
| 131     | 51     | Ученик тьмы (первая половина романа)         | Ученик тьмы (первая половина романа)     | The Mission / Миссия                                             | 19 ДБЯ |
| 132     | 51     | Ученик тьмы (первая половина романа)         | Ученик тьмы (первая половина романа)     | Conspirators / Заговорщики                                       | 19 ДБЯ |
| 133     | 51     | Ученик тьмы (первая половина романа)         | Ученик тьмы (первая половина романа)     | Dark Disciple / Ученик тьмы                                      | 19 ДБЯ |
| 134     | 52     | Дарт Мол: Сын Датомира (комикс)              | Дарт Мол: Сын Датомира (комикс)          | The Enemy of My Enemy / Враг моего врага                         | 19 ДБЯ |
| 135     | 52     | Дарт Мол: Сын Датомира (комикс)              | Дарт Мол: Сын Датомира (комикс)          | A Tale of Two Apprentices / История о двух учениках              | 19 ДБЯ |
| 136     | 52     | Дарт Мол: Сын Датомира (комикс)              | Дарт Мол: Сын Датомира (комикс)          | Proxy War / Опосредованная война                                 | 19 ДБЯ |
| 137     | 52     | Дарт Мол: Сын Датомира (комикс)              | Дарт Мол: Сын Датомира (комикс)          | Showdown on Dathomir / Разборка на Датомире                      | 19 ДБЯ |
| 138     | 53     | Ученик тьмы (вторая половина романа)         | Ученик тьмы (вторая половина романа)     | Saving Vos Part I / Спасение Воса. Часть I                       | 19 ДБЯ |
| 139     | 53     | Ученик тьмы (вторая половина романа)         | Ученик тьмы (вторая половина романа)     | Saving Vos Part II / Спасение Воса. Часть II                     | 19 ДБЯ |
| 140     | 53     | Ученик тьмы (вторая половина романа)         | Ученик тьмы (вторая половина романа)     | Traitor / Предатель                                              | 19 ДБЯ |
| 141     | 53     | Ученик тьмы (вторая половина романа)         | Ученик тьмы (вторая половина романа)     | The Path / Путь                                                  | 19 ДБЯ |
| 142     | 54     | 7                                            | 5                                        | Gone With a Trace / Исчезнувшая без следа                        | 19 ДБЯ |
| 143     | 54     | 7                                            | 6                                        | Deal No Deal / Сделка без сделки                                 | 19 ДБЯ |
| 144     | 54     | 7                                            | 7                                        | Dangerous Debt / Опасный долг                                    | 19 ДБЯ |
| 145     | 54     | 7                                            | 8                                        | Together Again / Снова вместе                                    | 19 ДБЯ |
| 146     | 55     | 7                                            | 1                                        | The Bad Batch / Бракованная партия                               | 19 ДБЯ |
| 147     | 55     | 7                                            | 2                                        | A Distant Echo / Эхо вдалеке                                     | 19 ДБЯ |
| 148     | 55     | 7                                            | 3                                        | On the Wings of Keeradaks / На крыльях кирадаков                 | 19 ДБЯ |
| 149     | 55     | 7                                            | 4                                        | Unfinished Business / Незаконченное дело                         | 19 ДБЯ |
| 150     | 56     | 7                                            | 9                                        | Old Friends Not Forgotten / Старые друзья не забыты              | 19 ДБЯ |
| 151     | 56     | 7                                            | 10                                       | The Phantom Apprentice / Скрытый ученик                          | 19 ДБЯ |
| 152     | 56     | 7                                            | 11                                       | Shattered / Расколотый                                           | 19 ДБЯ |
| 153     | 56     | 7                                            | 12                                       | Victory and Death / Победа и смерть                              | 19 ДБЯ |

## Кризис кристалла на Утапау (2014)
В «Нacледие» входят незавершённые серии с «сырой анимацией», официально не переведённые на русский язык.
| Код серии                                                    | Название                                       |
| ------------------------------------------------------------ | ---------------------------------------------- |
| 7x01                                                         | A Death on Utapau / Смерть на Утапау           |
|                                                              |                                                |
| Девиз серии: Одно преступление должно быть скрыто другим.    |                                                |
| 7x02                                                         | In Search of the Crystal / В поисках кристалла |
|                                                              |                                                |
| Девиз серии: Часто важна не сама цель, а путь её достижения. |                                                |
| 7x03                                                         | Crystal Crisis / Кризис Кристалла              |
|                                                              |                                                |
| Девиз серии: Абсолютная власть полностью развращает.         |                                                |
| 7x04                                                         | The Big Bang / Большой взрыв                   |
|                                                              |                                                |
| Девиз серии: Если не преуспел сначала, уничтожь препятствие. |                                                |

## Нереализованные сюжетные арки
| Кол-во серий | Название                                     | Содержание |
| ------------ | -------------------------------------------- | --- |
| 4            | Bounty Hunter Arс / Охотники за головами     | Окончательное становление Бобы Фетта и его сотрудничество и соперничество с Кэдом Бейном.                                                 |
| 4            | Kashyyyk / Кашиик                            | Противостояние вуки и Бракованой партии под командованием Йоды против трандошан и сепаратистов.                                           |
| 4            | Rex and R2 Top Gun / Топ Ган Рекса и R2      | Волей случая Рекс и R2D2 оказываются оторванными от остальных войск Республики. Чтобы вернуться обратно, им предстоит немало приключений. |
| 4            | Yuuzhan Vong / Йужань-вонги                  | Таинственные пришельцы из другой галактики посылают своих разведчиков обследовать Республику.                                             |
| 4            | Return to the Jedi / Возвращение к джедаям   | Асока возвращается в Храм джедаев, чтобы помочь спасти магистра Йоду и противостоять планам Сидиуса.                                      |
| 4            | Return to Mon Cala / Возвращение на Мон-Калу | Падме озабочена всё более авторитарными методами правления Палпатина и решает собрать оппозицию против него.                              |